# 熊本電気鉄道
熊本電気鉄道株式会社（くまもとでんきてつどう、英: Kumamoto Electric Railway Co., Ltd.）は、熊本県熊本市中央区黒髪に本社を置く鉄道・路線バス・貸切バス事業者。熊本市と合志市を結ぶ上熊本駅・藤崎宮前駅 - 御代志駅間の鉄道と、熊本市・合志市・菊池市などの地域で路線バスを運営する。通称は熊本電鉄。鉄道ファン等が熊電（くまでん）と呼ぶ場合もあるが、地元では電車を菊池電車（菊電）、バスを電鉄バスと呼ぶことが多い。
長らく西日本鉄道（西鉄）が筆頭株主であったが（ただし同社の系列・グループ会社ではない）、2008年（平成20年）に減増資を行い解消した。

## 歴史
- 1909年（明治42年）8月15日： 菊池軌道株式会社として設立[6][7][8][9]。
- 1911年（明治44年）10月1日： 池田駅（現在の上熊本駅） - 千反畑駅（現在の藤崎宮前駅）間が蒸気軌道で開業開始。
- 1913年（大正2年）
  - 3月15日： 高江駅 - 隈府駅（後の菊池駅）間が蒸気軌道で開通。
  - 8月27日： 池田駅 - 隈府駅間が蒸気軌道で全通。
- 1923年（大正12年）8月31日： 全線電化営業開始。
- 1924年（大正13年）4月1日： 菊池電気軌道株式会社に社名変更[10]。
- 1928年（昭和3年）7月11日： 上熊本駅 - 藤崎宮前駅間を複線運転開始。
- 1942年（昭和17年）5月1日： 菊池電気鉄道株式会社に社名変更。
- 1945年（昭和20年）7月1日： 第二次世界大戦の戦災により、電車29両中10両、貨車18両中8両が焼失。
- 1948年（昭和23年）1月1日： 熊本電気鉄道株式会社に社名変更。
- 1950年（昭和25年）10月1日： 上熊本駅 - 北熊本駅間が開業。
- 1954年（昭和29年）
  - 6月1日： 上熊本駅 - 藤崎宮前駅間を廃止。
  - 10月1日： 熊本市交通局が熊本電気鉄道から譲り受けた路線を1,435 mmの標準軌に改軌し熊本市電坪井線として開業すると共に、熊本電気鉄道は上熊本駅 - （坪井線上熊本駅前） - 熊本倉庫間（0.23 km）を1,067 mmの狭軌で市電坪井線と三線軌条で共用し「上熊本倉庫線」として運用開始。
- 1966年（昭和41年）7月6日： 上熊本倉庫線を廃止。
- 1971年（昭和46年）12月11日： 赤字削減のため早朝および夜間の電車運行を中止し、始発を30分繰り下げ、終発を3時間30分繰り上げ。電車運行を中止した時間帯はバスで代行。
- 1977年（昭和52年）4月1日： 菊池線菊池駅、泗水駅での貨物取り扱いと堀川駅 - 菊池駅間の貨物列車運行廃止。
- 1979年（昭和54年）8月1日： 上熊本駅での国鉄との定期貨物連絡運輸が終了。藤崎宮前 - 堀川間、北熊本 - 上熊本間の定期貨物列車の運行と一般貨物取り扱いが全て廃止。北熊本駅 - 上熊本駅間で車両搬入など不定期の貨物のみの取り扱いとなる。
- 1981年（昭和56年）12月21日： 菊池線・藤崎線で元東急5000系（初代）の5000形電車が営業運転開始[11]。
- 1984年（昭和59年）2月1日： 鉄道小荷物取り扱い廃止。
- 1985年（昭和60年）5月1日： 菊池線・藤崎線でツーマン整理券方式を採用し、普通乗車券の発行廃止。他社（国鉄）線との連絡運輸が終了し、連絡乗車券も廃止。
- 1986年（昭和61年）2月16日： 菊池線 御代志駅 - 菊池駅間を廃止[12]。全列車ワンマン化。列車無線使用開始。
- 1988年（昭和63年）1月11日： 菊池線・藤崎線の閉塞方式をタブレット閉塞式から特殊自動閉塞式（電子符号照査式）に変更。
- 2003年（平成15年）12月17日： 藤崎宮前駅 - 御代志駅間にATSを導入。
- 2004年（平成16年）12月9日： 菊池線 上熊本駅 - 北熊本駅間にATSを導入。
- 2015年（平成27年）
  - 3月16日： 菊池線で元東京メトロ01系の01形電車が営業運転開始[13]。
  - 4月1日： 電車・バスにて熊本地域振興ICカード「くまモンのIC CARD」を導入。
  - 7月11日： 菊池線・藤崎線で2009年4月以来、約6年ぶりのダイヤ改正により増便。藤崎宮前の平日始発時刻は6時55分から6時40分に、最終列車時刻は22時25分から23時00分となる。土曜・日曜祝日においても適宜増便。
  - 7月15日： 公式オンラインショップ「くまでんショップ」がオープン。
  - 8月11日： 熊本市内の銀座通り沿いに「熊本電鉄アンテナショップ」がオープン。
- 2016年（平成28年）
  - 1月18日： 北熊本駅構内に「くまでんショップ北熊本店」がオープン。
  - 2月14日： 菊池線 5000形電車が営業運転終了[14][15]。
  - 3月23日： 電車・バスにて全国交通系ICカードの利用が可能になる。
  - 4月14日： 熊本地震発生。4月16日までの断続的な強い地震により、北熊本駅、御代志駅、池田駅のホームが一部崩落したほか、須屋駅などの一部駅のホームでも地割れが起き、架線やレールも数箇所で損傷。市内や沿線道路も損傷したため、電鉄バスも含めて長時間運休となる。バスは4月17日より[16]、鉄道は藤崎宮前駅 - 御代志駅間が4月18日始発列車より、上熊本駅 - 北熊本駅間が4月23日の北熊本駅14時2分発上熊本行きより日曜祝日ダイヤで運転再開[17][18][19]。
- 2017年（平成29年）
  - 2月22日： 藤崎宮前駅発御代志駅行き列車が、藤崎宮前駅を発車した直後に御代志方の1両が脱線した（熊本電鉄藤崎線脱線事故）。この影響で当日は藤崎宮前駅 - 御代志駅間が終日運休となり、翌23日の始発列車から黒髪町駅 - 御代志駅間で運転を再開した。事故が発生した藤崎宮前駅 - 黒髪町駅間は調査と原因究明のため当分の間運休となった[20][21][22]。
  - 3月7日： 脱線現場付近の復旧工事が完了し、始発列車より約2週間ぶりに全線で運転再開[23][24][25][26]。
- 2019年（平成31年）
  - 1月9日： 藤崎宮前駅 - 黒髪町駅間で再度列車が脱線。藤崎宮前駅 - 御代志駅間が終日運休となる[27]。
  - 1月11日： 夕方から黒髪町駅 - 御代志駅間の運転が再開。藤崎宮前駅 - 黒髪町駅間は引き続き運休[28]。
  - 2月3日： 全線で運行再開[29]。
  - 4月4日： 上熊本駅 - 北熊本駅間で元東京メトロ03系の03形電車が営業運転開始[30]。
- 2021年（令和3年）4月1日：路線バス事業において九州産交バス、産交バス、熊本バス、熊本都市バスと共に路線バス事業の共同経営を実施[31][32]。これに伴い、これまで熊本電気鉄道が運行していた北バイパス線のうち1系統の都心部乗り入れを廃止（代わりに並行して運行している九州産交バス、熊本電気鉄道〈別系統〉の既存便を利用するかたちになった）。
- 2022年（令和4年）
  - 4月11日： 菊池線・藤崎線でダイヤ改正を実施。全線において夜間ダイヤの見直しと金曜日・土曜日の深夜列車の増便、北熊本 - 上熊本間の始発列車繰り上げ、パターンダイヤ化などを実施。
  - 10月10日： 合志市の御代志地区土地区画整理事業に伴い、菊池線の再春医療センター前駅および御代志駅を移設[33]。
- 2023年（令和5年）
  - 10月1日： この日から九州産交バス、産交バス、熊本バス、熊本都市バスと共に熊本市電と並走している区間を中心に、熊本駅・上熊本駅・新水前寺駅と市内中心部を結ぶエリアを180 円均一運賃とする[34]。
- 2024年（令和6年）
  - 9月7日： この日から土日祝限定で翌年3月までの予定で九州産交バス、産交バス、熊本バス、熊本都市バスと共に熊本市電と並走している区間を中心に、熊本駅・上熊本駅・新水前寺駅と市内中心部を結ぶエリアを1日300円乗り放題とする（デジタルチケット購入が必要）[35]。
  - 11月15日： 電車・バスでの全国交通系ICカードの利用をこの日で終了[36][37]。
- 2025年（令和7年）
  - 2月3日： 運転士不足を理由に電車のダイヤ改正が行われ、1日161本から121本へと大幅に減便（詳細後述）。
  - 2月24日： 前年11月15日を以って使用中止となった全国交通系ICカードの片利用に代わり、この日から当社のバス・電車全路線でクレジットカード等のタッチ決済による乗車サービスを開始[38]。

## 鉄道事業

### 路線

#### 営業路線
- 菊池線： 上熊本駅 - 御代志駅 10.6 km
- 藤崎線： 北熊本駅 - 藤崎宮前駅 2.3 km

藤崎線の一部（藤崎宮前駅 - 黒髪町駅間）では、路面電車のように軌道が自動車が走る道路上にある併用軌道となっている。
また、列車運行の便宜上、藤崎宮前駅 - 北熊本駅 - 御代志駅間を通称「本線」、上熊本駅 - 北熊本駅間を通称「上熊本線」と呼んでいる。

#### 廃止区間
- 菊池線： 御代志駅 - 菊池駅 13.5 km
- 鉄道線（旧・菊池線）：旧・立町駅[注釈 1] - 亀井駅 3.0 km
- 熊本市内軌道線： 上熊本駅 - 藤崎宮前駅 2.1 km（→ 熊本市交通局に譲渡）
- 上熊本倉庫線（貨物線）： 上熊本駅 - 熊本倉庫駅 0.23 km

#### 未成線
- 菊池駅 - 山鹿[39]

### 車両
車両の搬入については車体は西鉄の筑紫車両基地内にある整備工場からポールトレーラーで北熊本駅へ陸送され、北熊本駅構内でクレーンを使用して搬入される。かつては上熊本駅に国鉄との連絡線が敷かれており、車両搬入は連絡線を介して行われていた。

#### 現存車両
- 6000形 - 元東京都交通局6000形。1995年から2001年にかけて5編成10両が導入された。老朽化のため置き換えが進んでおり、2024年2月現在は1編成2両（6111A+6118A）が在籍している。
- 01形 - 元東京メトロ01系。5000形の代替車両として第1編成の01-36が2015年2月21日に搬入され[40]、3月16日より営業運転を開始した[13]。第2編成の01-35も2016年1月13日に搬入され、同年3月1日から営業運転を開始した。2017年10月現在、2編成ともくまモンのラッピング車となっている。
- 03形 - 元東京メトロ03系。2018年に3編成の導入が発表され[41]、2019年4月4日から最初の編成が営業運転を開始した[30]。
- 1000形[42] - 元静岡鉄道1000形。2021年2月18日、静岡鉄道が1000形電車1編成（1009号編成）を熊本電気鉄道へ譲渡すると発表[43]。翌2022年2月1日未明には、改造を終えた当該車両が北熊本車両基地に搬入[44]されたのち本線上で試運転開始[45]。同年3月27日から運用開始した[46]。また、2023年2月16日に静岡鉄道が1012号編成を譲渡すると発表した[47]。西鉄筑紫工場で改造を終えた1012号編成は、2024年2月6日未明に陸送にて北熊本駅に搬入され、4月12日夕方の便から運用入りした。

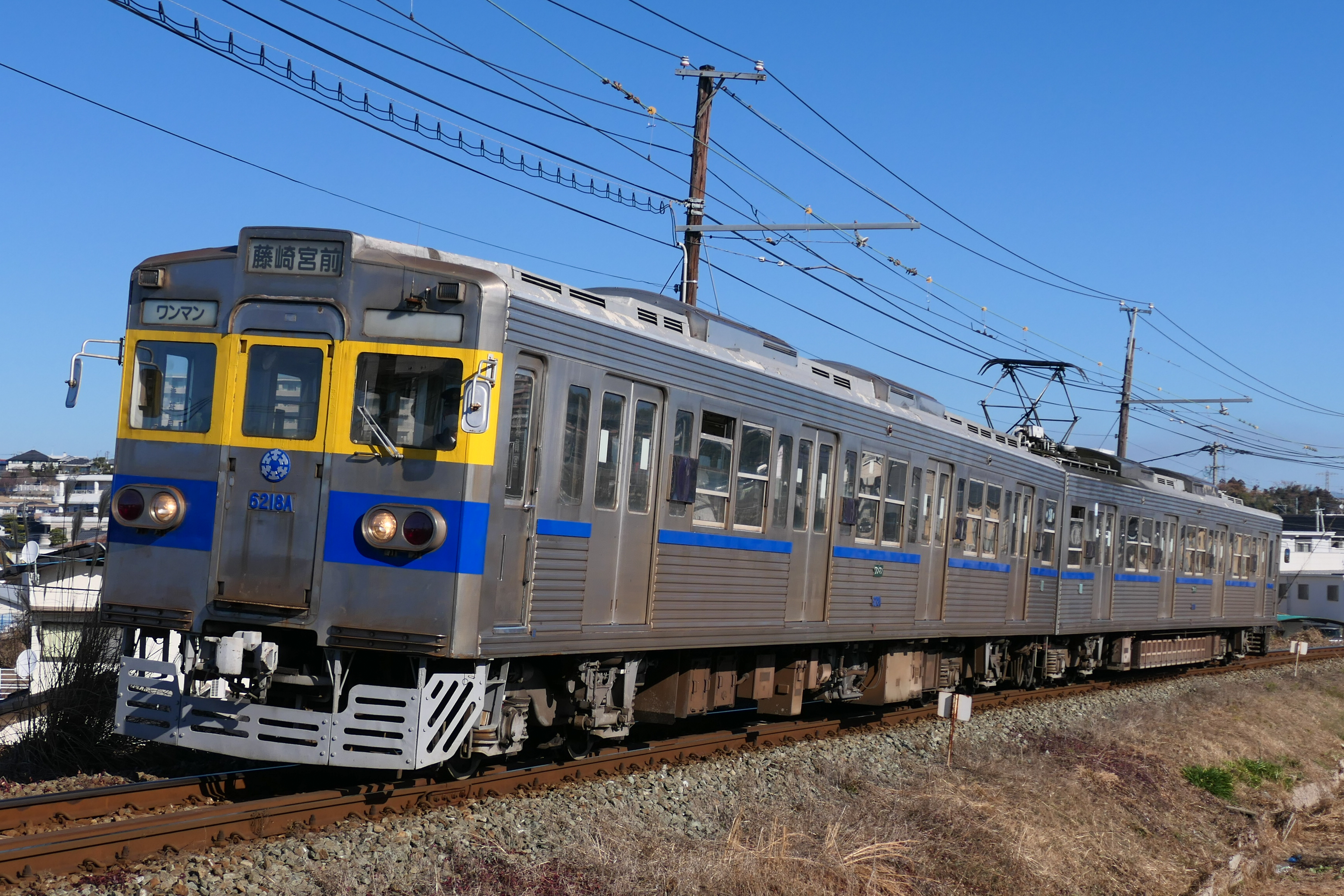
6000形（2022年1月）
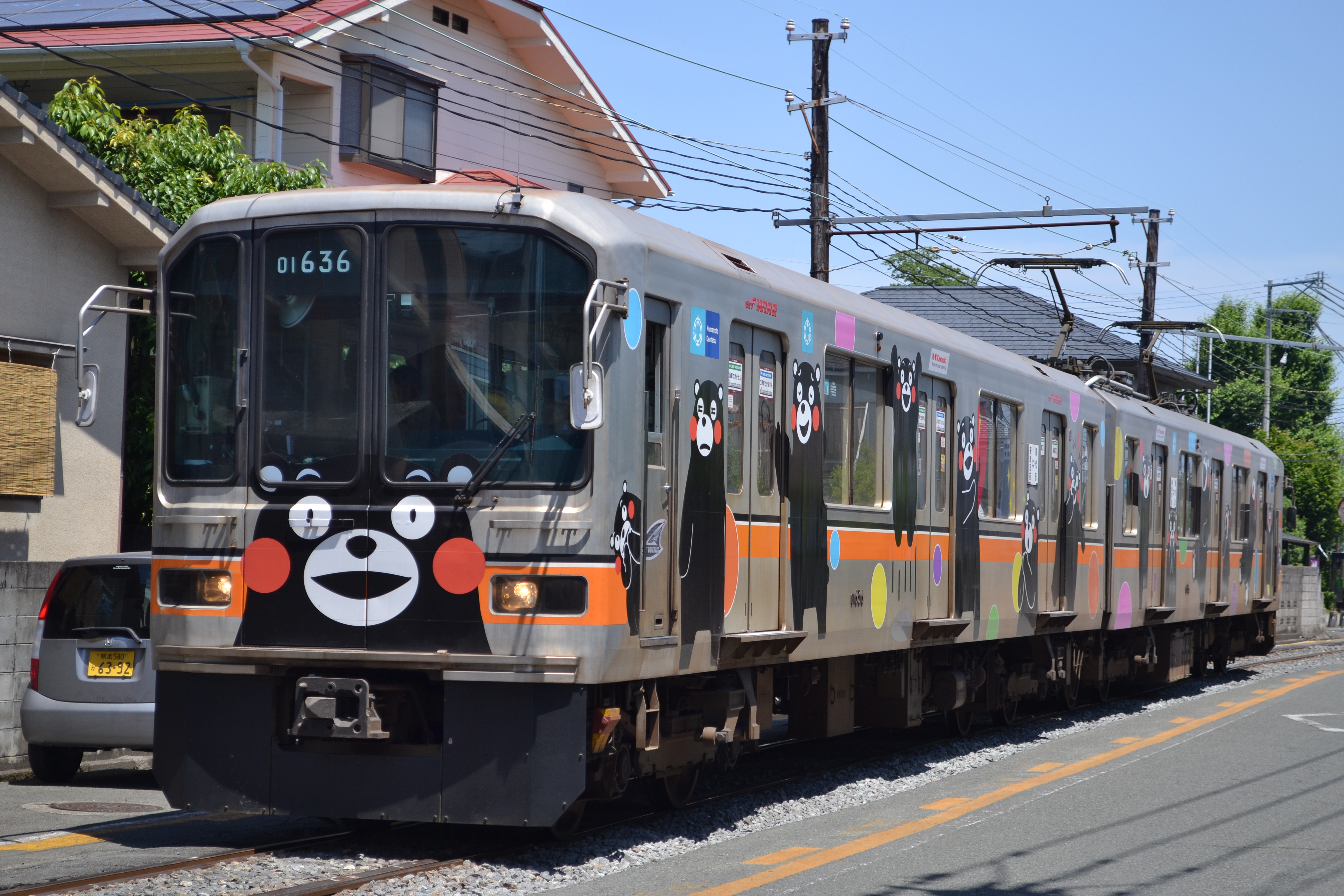
01形（2017年9月）
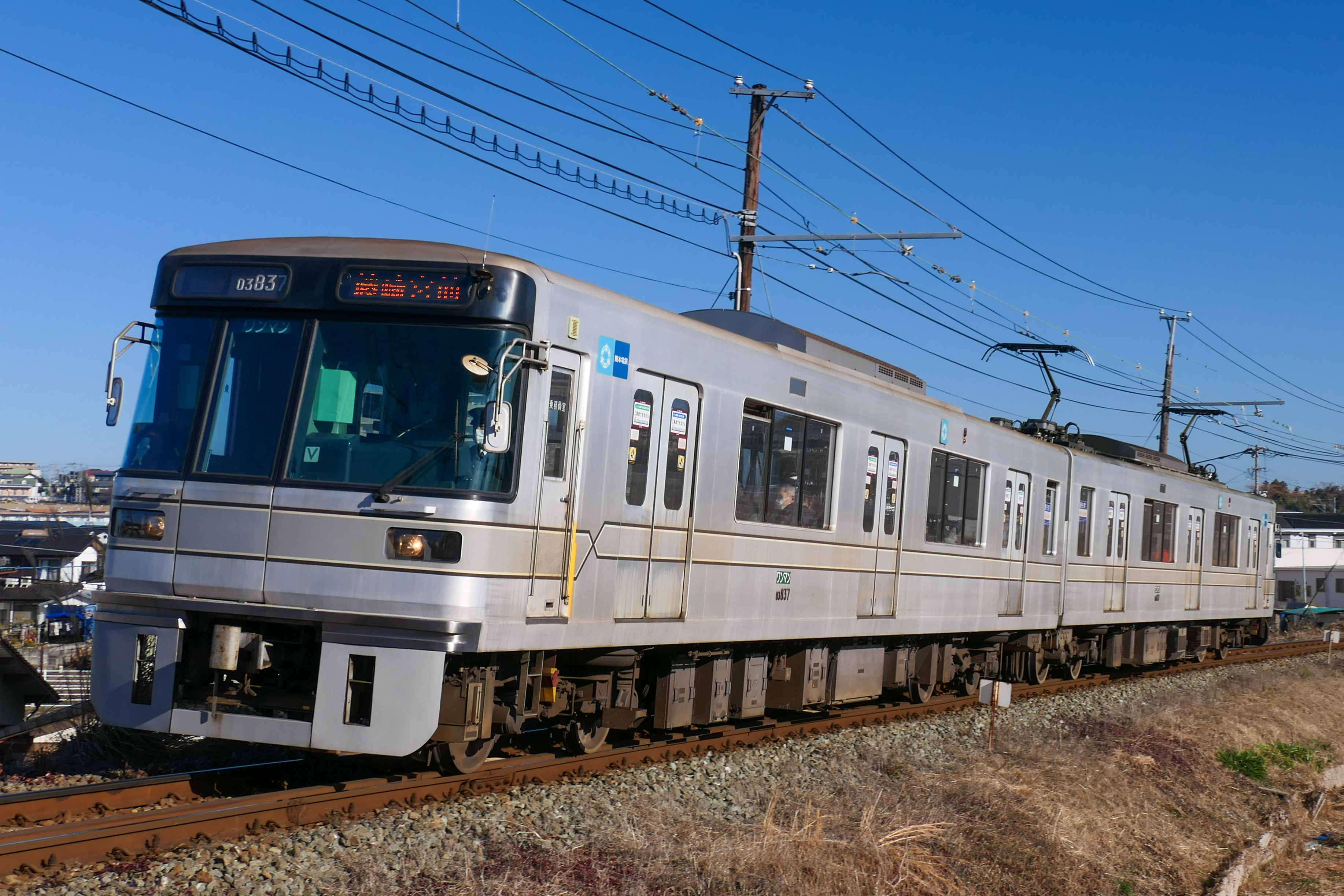
03形（2022年1月）
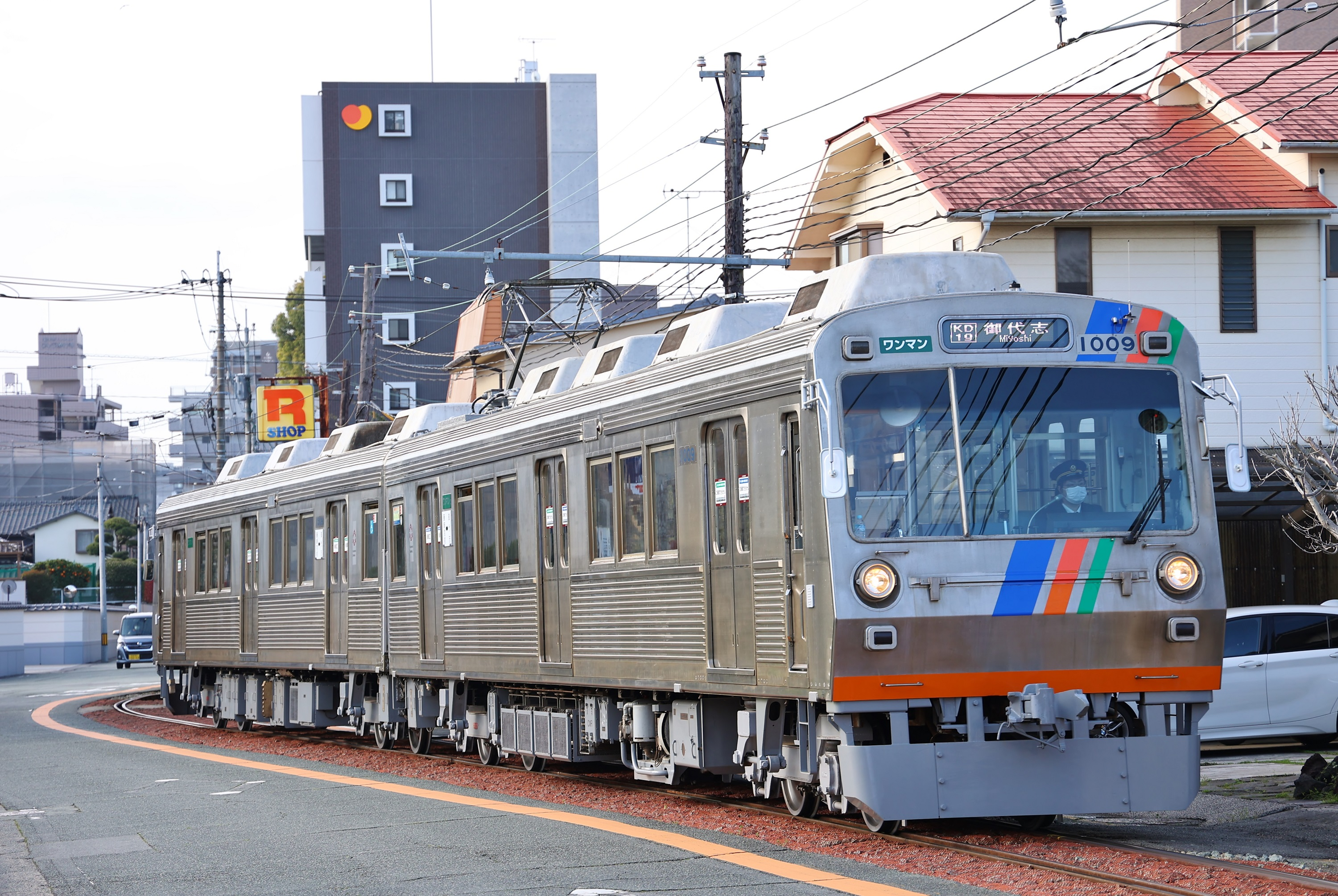
1000形（2022年3月）

#### 過去の車両
除籍もしくは運行終了した車両。
電気機関車
- EB1 - 3 - 海軍荒尾工廠からの借入車（所有者は大日本帝国海軍→米軍→大蔵省）

旅客車
- 1 - 6→モハ1形 - 電化に伴い新規製造 →1944年 モハ55形へ
- 7・8→コハ31・32
- 23・64・68 - 72・76・77→1 - 9（1 - 8は2代目） - 元京都市電狭軌1形（N電）
- 12 - 15→11 - 14 - 元上田温泉電軌デ12形12 - 15
- モハ11・12（2代目） - 元名古屋鉄道、竹鼻鉄道（現・名鉄竹鼻線）引継車（竹鼻鉄道デ1形電車）
- モハ13・14（2代目） - 元鉄道省、宇部鉄道（現・宇部線）引継車（宇部電気鉄道→宇部鉄道デハ1・2）
- モハ15・16 - 元名古屋鉄道モ45形45・46、東美鉄道（現・名鉄広見線）引継車、荒尾市交通部へ再譲渡
- ハ21・22 - 元鉄道省
- ハ25 - 元鉄道省、阿南鉄道（現・牟岐線）引継車
- モハ41→ホハ41 - 元名古屋鉄道（尾西鉄道）
- モハ51 - 54
- モハ55・56 - 元モハ1形
- ホハ57・58 - 元モハ55・56
- モハ71形（71 - 73） - 元日本国有鉄道（国鉄）モハ90形（初代）、広浜鉄道（現・可部線）引継車
  - モハ71は車籍はないが北熊本工場の入換用として使用されている。「被爆電車」と呼ばれることがあるが、71は広島市への原子爆弾投下の時点では下関市にある幡生工場に入場しており、実際には被爆していない[48]（被爆したのは現存しない72である）。ただし、当該車両と同型車であることからこの呼び名が用いられることがある[49]。
- モハ101形（101 - 103）
- モハ121形（121・122） - 元国鉄クハ6000形、南武鉄道（現・南武線）引継車
- モハ201形（201・202） - 元国鉄モハ1形
- モハ201形（201・203、2代目） - 元東急3150形
- モハ301形（301 - 304） - 元小田急1100形
- 500系（501 - 506） - 元静岡鉄道100形
- モハ601形（601） - 503の両運転台化改造車
- 5000形 - 元東急5000系（初代）。1981年に営業運転開始[11]。2016年2月14日営業運転終了[14][15]。
- 200形（3代目） - 元南海22000系[50]。

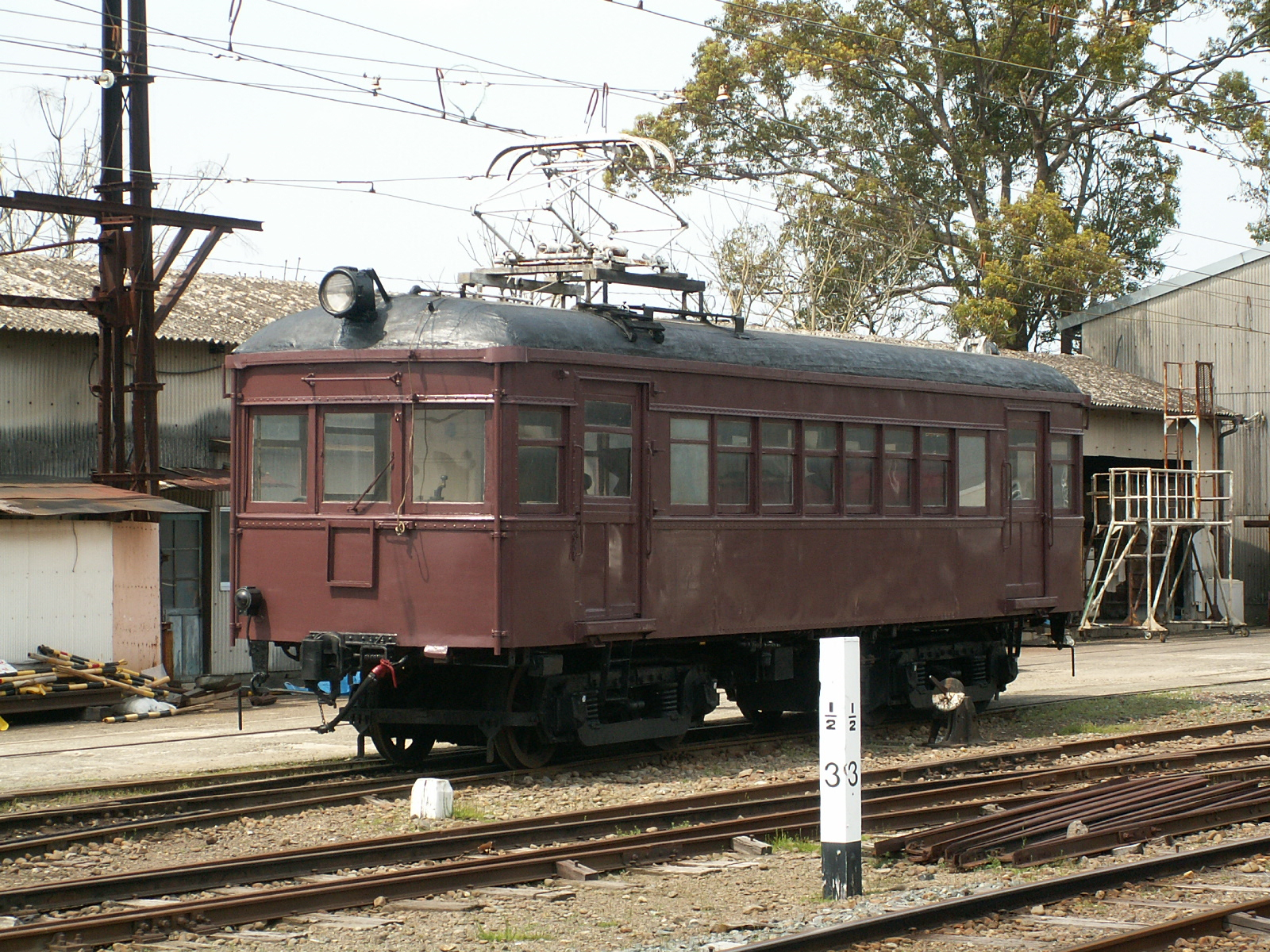
モハ71（2007年3月）
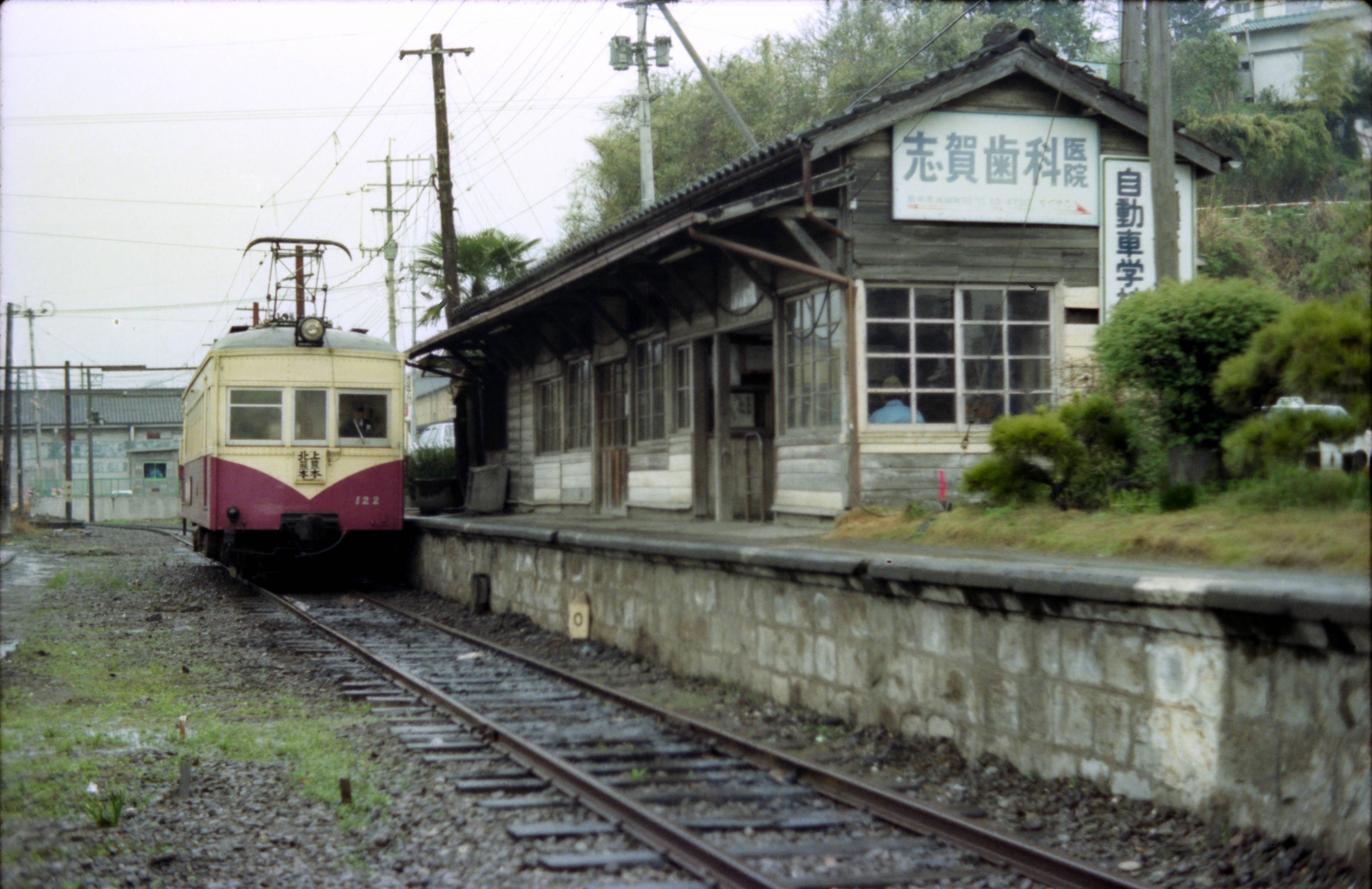
モハ121形122号（1981年頃 上熊本駅）
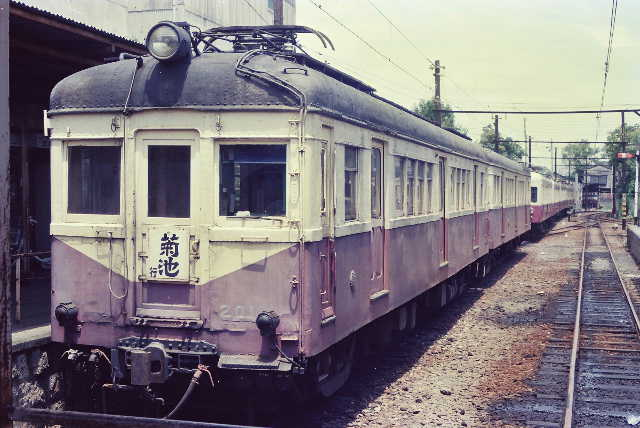
モハ201形（1980年頃）
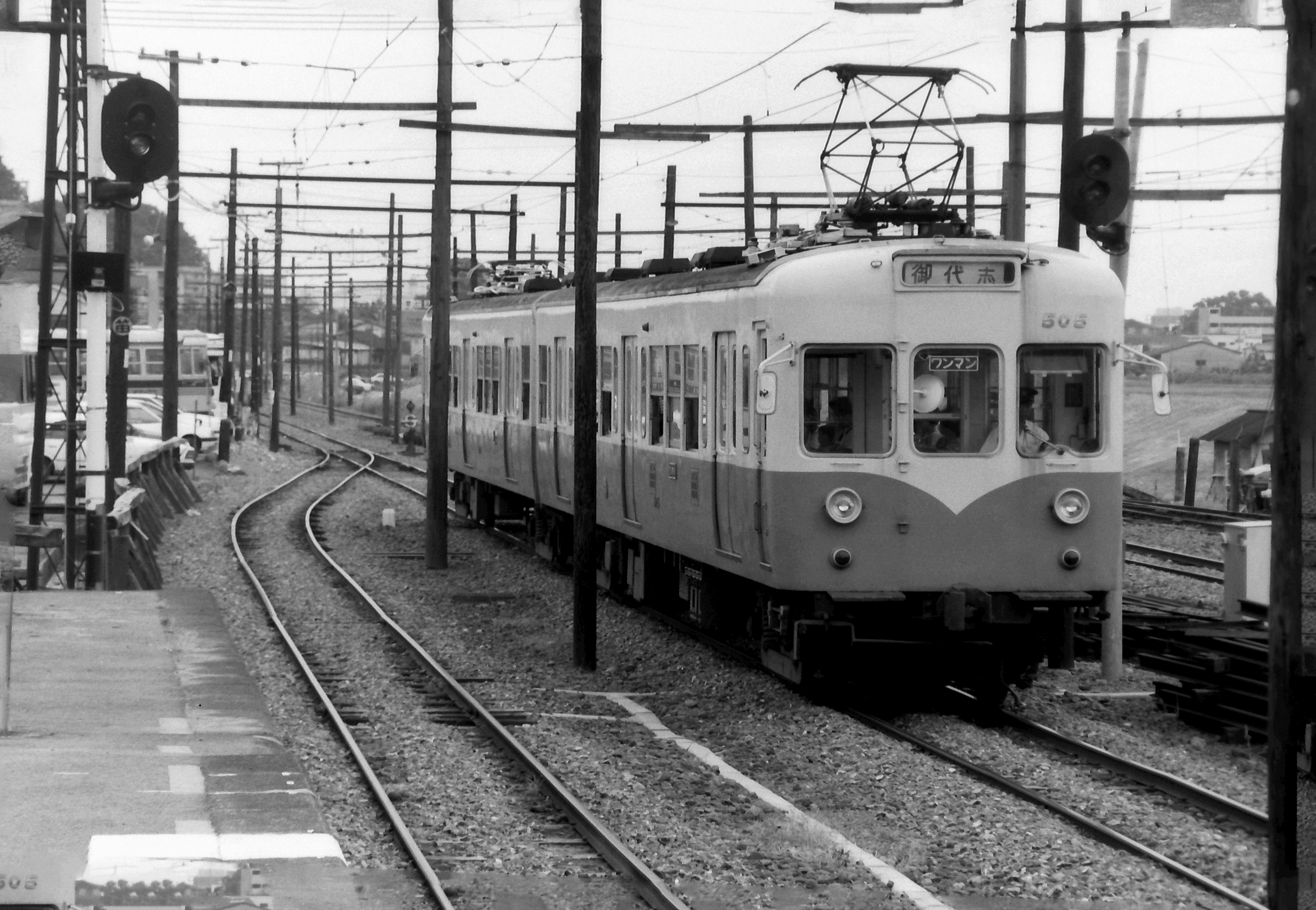
500系（1989年7月）
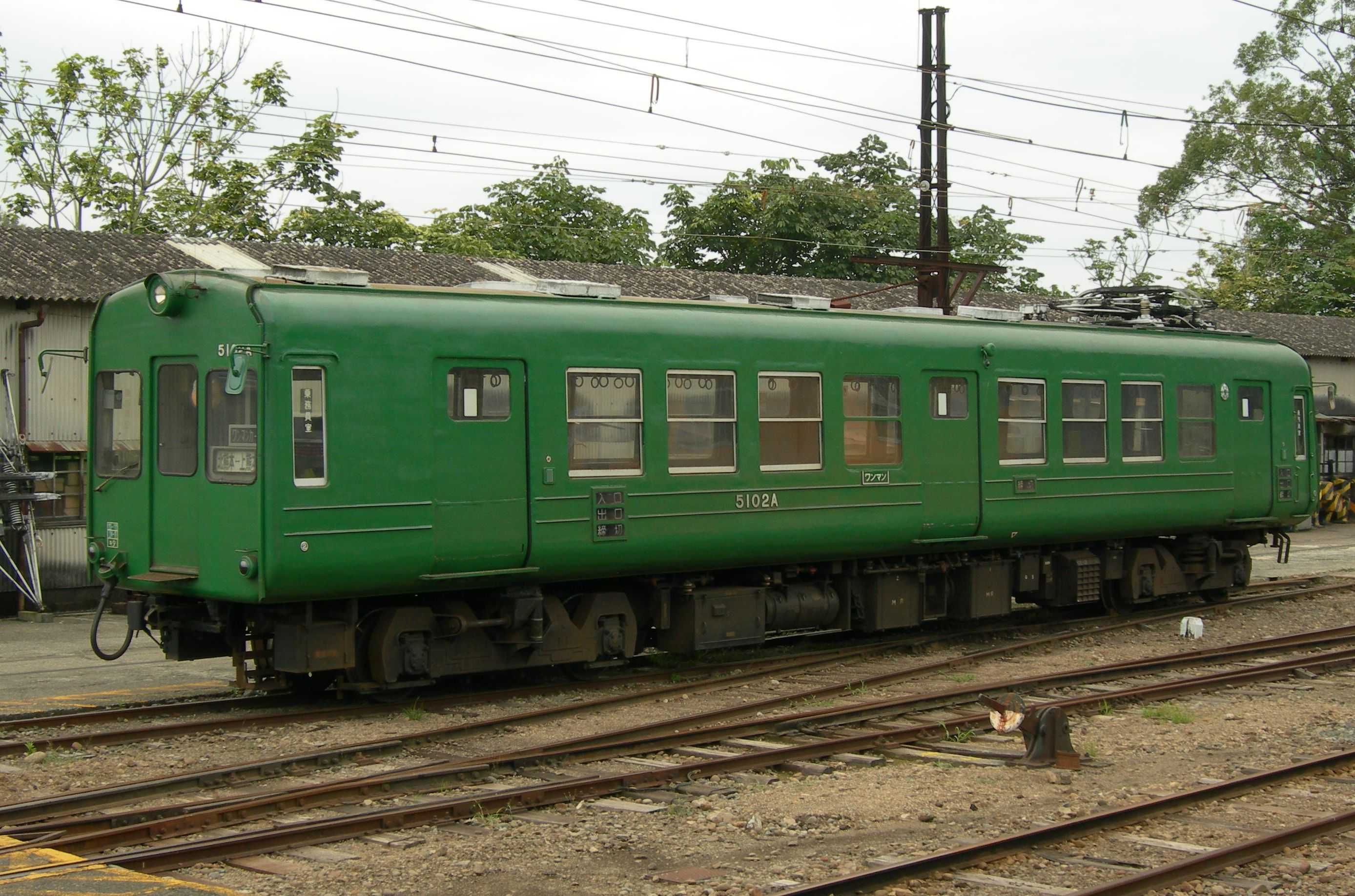
5000形5102A（2009年7月 北熊本駅）
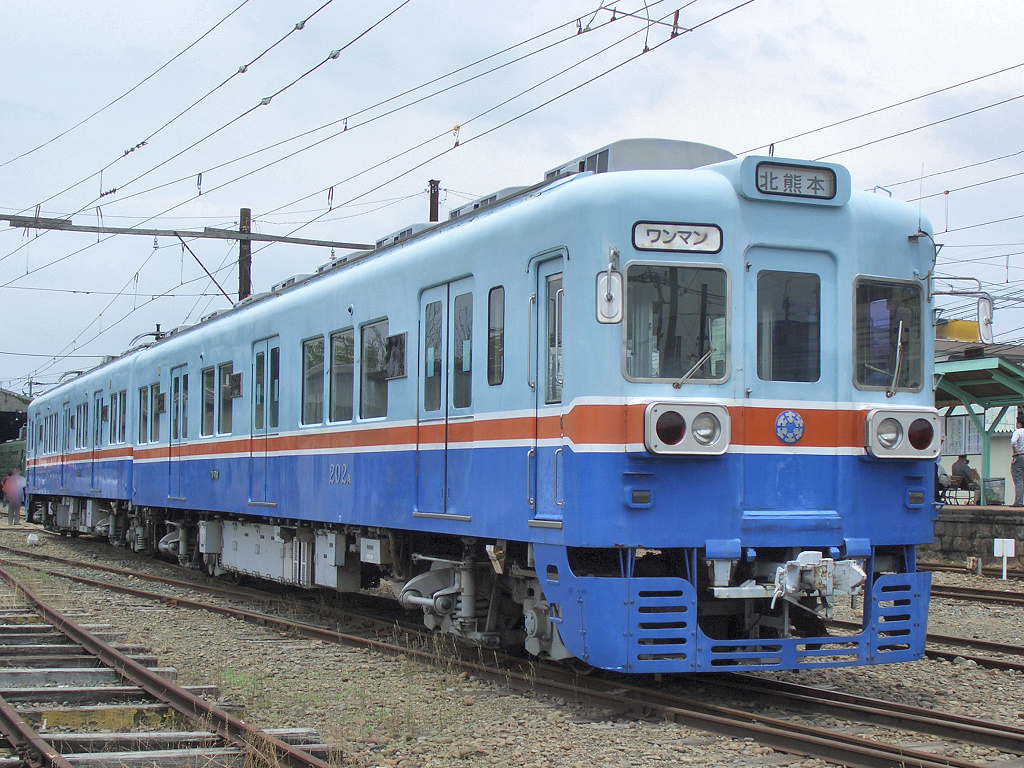
200形（2009年5月）

貨車
- ヤ1 - 10（有蓋緩急車）- ホハ7 8
- ム1 - 10（無蓋車）
- ナ1 - 5（長物車）
- トラ3001（無蓋車）- 1978年10月秩父鉄道より譲受。1989年3月廃車[51]

### 運賃
大人旅客運賃（小児半額・10円未満切り上げ）。2023年10月1日改定。
| キロ程 (km) | 普通運賃 （円） | 通勤定期 1か月（円） | 通学定期 1か月（円） |
| ----------- | --------------- | -------------------- | -------------------- |
| - 2         | 180             | 6,480                | 5,400                |
| 3           | 190             | 6,840                | 5,700                |
| 4           | 230             | 8,280                | 6,900                |
| 5           | 280             | 10,080               | 8,400                |
| 6           | 330             | 11,880               | 9,900                |
| 7           | 350             | 12,600               | 10,500               |
| 8           | 420             | 15,120               | 12,600               |
| 9           | 450             | 16,200               | 13,500               |
| 10          | 460             | 16,560               | 13,800               |
| 11          | 490             | 17,640               | 14,700               |

1985年5月1日に普通乗車券の発行が廃止され、全区間において整理券方式・運賃後払いとなっており、鉄道路線でありながら一般的な路線バスとほぼ同じ運賃支払い形態となっている。整理券は車両入口横の整理券発行機で発行されるが、藤崎宮前駅と北熊本駅では改札口にも整理券発行機が設置されている。列車乗り換え駅である北熊本駅では駅係員が終日常駐しているほか、黒髪町駅では平日朝、藤崎宮前駅では平日朝や一部の日・時間帯に係員が駐在し、このような場合は係員に運賃を支払うことになっている。それ以外の駅は終日にわたり無人であり、藤崎宮前・黒髪町の両駅における係員非駐在時間と同様、降車する際に運転士に直接運賃を支払う。
乗車券発行廃止と同日に連絡運輸も廃止したため、JRとの連絡乗車券・定期券はないが、JR九州が発売する旅名人の九州満喫きっぷは全線で利用可能である。また、熊本電鉄バスと共通利用できる定期券や、熊本電鉄バス・他社バスと共通利用できる乗車券がある。
IC乗車カードとして、2015年4月1日から熊本地域振興ICカード「くまモンのIC CARD」が導入された。このICカード導入に伴い、車内および有人駅の運賃箱が小田原機器製からレシップ製に置き換えられたほか、運賃表示機もLED7セグメントディスプレイによるデジタル型からLCD型に更新されている。また、すべての駅に乗車（入場）用の直立型カードリーダが設置されており、電車乗車の際はこのカードリーダにタッチしてから乗車する（降車の際は一部の駅・時間帯を除き、運賃箱に設置してある降車用カードリーダにタッチする）。

### 自転車持込み
全線において、平日・土曜は9:00 - 15:30の間、日曜祝日は終日、列車内に自転車を無料で持ち込むことができる。ただし、団体利用時や悪天候時は利用不可の場合もある。

### 西鉄との関係
3代社長松野鶴平は、西日本鉄道成立時の社長であった村上巧児と親交があり、5社合併で西日本鉄道成立にあたり、合併の母体となった九州電気軌道社長であった村上から相談を受け、助言を行っていた。これらの信頼関係により松野は西鉄の株主となり、電鉄株も一部を西鉄に預けたものである。
長らく西日本鉄道が筆頭株主であったために、同社との関係は深く、新人運転士の育成や教習を西鉄久留米（宮の陣）教習所と柳川乗務所で行っているほか、車両の改造も西鉄筑紫工場で行われたものが多い。

### 今後について

#### 都心結節計画
熊本市側の起点である藤崎宮前駅は中心部から若干離れているため、改軌・LRT化の上で国道3号の上に軌道を敷き、熊本市電の水道町電停に直結する構想を熊本電気鉄道は提案した。完成の暁には熊本駅方面と合志市方面が直結され、利便性が大幅に向上する。
その一方で、事業費が100億円近くかかり、同社単独での実施は不可能であり、行政などの理解・支援が得られない場合は2008年3月で鉄道線を全廃する方針を明らかにしていたが、2007年6月20日電鉄側は鉄道事業撤退の撤回を明らかにした。これと関係して熊本県・熊本市・合志市は電鉄案のほか、市電の藤崎宮前までの延長と同一ホーム乗り換えという形も含め、都心結節計画検討委員会を設けて事業計画の策定を行い、2008年3月、鉄道を廃止して線路敷きをバス専用道に転用し、連節バスやガイドウェイバスを走らせる新バスシステム導入を軸に検討を進める方針を決めた。その後同年6月に熊本電気鉄道が7カ年の経営再建計画を発表し、投資がすぐにできる環境にないことから、2008年8月、検討委員会は都心部結節計画の検討自体を凍結することを決定した。現在、経営体質の改善をはかっており不動産関連の売却やバス路線の整理統廃合を進める一方で鉄道線の利便性を少しでも高めるべく2009年4月のダイヤ改正で電車本数の増発をはかり、それまで20時台で営業を終えていた電車運転時間帯を大幅に拡大し、22時台まで電車が走るようになった。

#### 設備・車両の更新計画
また、2012年からは劣化した保安設備の更新（踏切警報機や遮断機の更新、警報灯のLED化や全方位型踏切警報灯の導入、コンクリート製架線柱やPC枕木の大幅導入、バラストの更新工事など）にも力を入れるようになり、2013年秋には藤崎宮前駅 - 御代志駅間を走る電車の車内放送を一新して車内メロディーを採用した。
さらに2014年度には川崎重工業が開発した、台車枠の主構造に炭素繊維強化プラスチック (CFRP)を採用して、台車枠の側梁の部分にCFRP製の弓形状ばねを取付けることで、軸ばねの機能を持たせて軸ばねを不要とし、台車の軽量化と構造の簡素化を図った、世界初の鉄道車両向けCFRP台車「efWING」を導入して6000形1編成（6221A-6228A）のうち1両（6221A、台車交換に伴い6221efに改称）に装着し、6228Aとともにくまモンの装飾を施して「くまモン電車」として2014年3月14日より運行を開始した。2015年度にもう1編成に導入することになり、2015年3月16日から運転が始まった元東京メトロ01系電車にも、この台車が装着された。
線路設備などの交換と合わせ、運行車両の更新についても進められることになっており、2014年度から2022年度までの間に2両×7編成の車両を導入して約20年使用した従来の車両（200形・5000形・6000形）から入れ替える計画となっている。2021年2月18日に静岡鉄道が同社の1000形電車1編成（1009号編成）を、2023年2月16日に1012号編成を熊本電気鉄道へ譲渡すると発表した。

#### 全国交通系ICカード対応の終了
2016年3月28日から電車・バスにおいて全国交通系ICカードが利用可能となっていたが、料金収受機器の更新に公的補助がないことや収益が悪化していること、及び熊本県民の利用者に多く利用されているくまモンのIC CARDシステムの優位性を発揮しつつ、熊本県へのTSMC進出に伴う外国人労働者の増加を見込んで、2024年11月15日を以て電車・バスにおける全国交通系ICカードでの決済対応を終了した。同カードの片利用を中止する事業者、地域は日本全国で初めてであった。代替として2025年2月24日からクレジットカード等のタッチ決済を導入したほか、QRコード決済の導入も検討されている（導入時期未定）。なお、くまモンのIC CARDでの決済は引き続き利用可能である。

#### 運転士不足による鉄道線の減便
2025年1月7日に熊本電鉄より、2月3日から適用される鉄道線のダイヤ改正が発表された。主な内容は大幅な減便である。
ダイヤ改正による、減便の最大の理由は運転士不足であり、2024年は常勤の運転士が7人いたが、2025年2月までに3人が退職することになった。このような事態となっている背景は、運転手不足による過酷なシフトが原因と見られていて、熊本電鉄は運転士不足と過酷シフトの解消に向けて、免許なしでの運転士募集（入社後に免許取得）を進めている。
なお、改正後は御代志駅 - 藤崎宮前駅間にて朝夕ラッシュ時間帯（6時30分 - 9時および16時 - 20時）が15分間隔から20分間隔、昼間と夜間（9時 - 16時および20時 - 21時）では30分間隔から40分間隔（ただし例外として21時15分のみ、次が22時35分藤崎宮前発最終電車となる）、上熊本駅 - 北熊本駅間は終日30分間隔から40分間隔（ただし例外として13時台のみ、北熊本駅での接続の関係で30分間隔）となり、始発電車は繰り下げ、終発電車も繰り上げとなる。

## バス事業

### 事業概要
鉄道事業を補完する目的で乗合バス事業が始められた。乗合バスは熊本駅・熊本桜町バスターミナルを起点に熊本市北東部方面に向けて放射状に路線が広がっている。貸切バス事業も行われており、観光バスは県内でもいち早くスーパーハイデッカーを導入するなど積極的な運営で知られる。特定輸送としては、養護学校のスクールバスや、菊陽町・菊池市・合志市などの委託を受けてコミュニティバスを運行している。
過去には高速バス（熊本 - 神戸）、特急、急行、準急、快速バス（熊本 - 菊池）を運行していたことがあるが、現在はいずれも廃止されている。
乗合バスの現在の運行路線は、大別して菊池線と市内線に分けられる。
- 菊池線 - 熊本市と菊池市を結ぶ幹線とそれに付随する支線からなる。
- 市内線 - 熊本市中心部と新地団地・楠団地・武蔵ヶ丘団地を結ぶ路線、熊本市中心部と山室地区を結ぶ路線、またその支線からなる。熊本市外にも乗り入れる。

運行地域は以下の市町村である。
- 熊本市（中央区・北区・西区）
- 菊池市
- 合志市
- 菊陽町

かつては山鹿市エリアにも乗り入れていたが、2018年3月31日を以って合志市（辻久保）とを結ぶ路線が廃止されたのを最後に同市エリアからは撤退した。

### 営業所
- 本社 - 熊本県熊本市中央区黒髪3丁目7番29号[65]
- 観光事業部・貸切課 - 熊本県熊本市中央区黒髪3丁目7番29号（本社に同じ）[66]
- 辻久保営業所 - 熊本県合志市合生4195番地1[67]

#### 廃止された営業所
- 菊池営業所 - 熊本県菊池市隈府
  - 主に菊池線を担当した。1992年に辻久保総合営業所開設・移転により廃止。跡地は菊池温泉街利用者駐車場となっているが、かつてのバス乗り場があった建物は現在も残っている。
- 花立営業所 - 熊本県菊池郡菊陽町津久礼（現：花立3丁目7-1）
  - 主に市内線と菊陽町・合志市エリアを担当した。2011年頃（時期不明）に辻久保営業所へ統合され廃止。跡地はスーパーマーケット「ロッキースーパーストア新地店」となり、バス停名は「花立車庫」から「西花立」に変更されている。

### バスの案内番号
熊本電鉄バスには元々系統番号は存在していなかったが、1995年より熊本市街に乗り入れるバスには、同市内で営業する他社と共通の案内番号が表示されるようになった。熊本の事業者は「案内番号」で系統を案内している。熊本電鉄バスには、北1 - 北6・北9（北7・北8は廃止）・子1・子18・壺2・県33 - 35が割り当てられていた。北は清水経由、子は子飼橋経由で、原則往復とも同じ番号を表示する。但し、県庁発着便のみ案内番号が異なっていた（菊池方面からの便は県33で折り返しの下り便は北1、新地団地方面からの便は県34で折り返しの下り便は北5、楠団地方面からの便は県35で折り返しの下り便は北9となる）。
その後、2019年9月11日より熊本交通センターから再開発整備され完成した複合施設「SAKURA MACHI Kumamoto」内バスターミナル（熊本桜町バスターミナル、以下「桜町BT」と省略）乗り入れ開始に伴い、案内番号も一新し、これまでの「漢字1文字+番号」から「アルファベット+番号－（ハイフン）番号」に変更された。熊本電鉄バスがこれまで使用していた「北」は「C」となり、「子」は「E」に、「壺」は「B」に、「県」は「K」にそれぞれ改められると共に、同一の案内番号からさらに運行路線ごとに番号が付加されて細分化された。
- C1-1,2,3…熊本市街から国道3号線・堀川・合志市（旧西合志町域）を経て菊池温泉に至る系統。
- C3-1,2,3…熊本市街から国道3号線・国道387号線（飛田バイパス）・山室・合志市（旧西合志町域）を経て菊池温泉に至る系統。
- C4-1,2,3,4,5…熊本市街から三軒町・北熊本・山室・梶尾温泉・立石を経て北区役所や外沖・南原に至る系統。
- C5-2.3.4.5.6…熊本市街から三軒町・北熊本・堀川・新地団地を経て菊陽町（光の森）や合志市（旧合志町域）に至る系統。
- C7-3,5、C9-1,2,3,4,5,7…熊本市街から三軒町・清水ヶ丘・楠団地を経て菊陽町（光の森）や合志市（旧合志町域）に至る系統。
- E2-1,2,3…熊本市街から子飼橋・竜田口駅・二里木を経て楠団地や武蔵ヶ丘・菊陽町（光の森）に至る系統。
- B1-3…熊本市街から壺井橋を経て高平団地に至る系統。

以下の路線は全便土曜・休日運休。
- C6-5…桜町BTから三軒町・堀川・楠団地・武蔵ヶ丘を経て合志市（旧合志町域）に至る系統。早朝の下り1本のみの運転。
- C9-1…熊本駅前から桜町BT・三軒町・清水ヶ丘を経て楠団地に至る系統。案内番号C9で唯一熊本市内で完結する路線で、早朝の下り1本のみ運転。
- K6-0…藤崎宮駅前から水道町・水前寺公園前・県庁前を経て県会議事堂に至る系統。

また以下の路線は、案内番号再編時には運行していたものの、その後路線短縮等により案内番号が廃止された。
- E1…熊本市街から子飼橋・竜田口駅・北バイパス・楠団地を経て武蔵ヶ丘に至る系統。

### 現行のバス路線
- 桜町BT＝熊本桜町バスターミナル。
- 系統によっては重複する区間もあるため、一部は途中停車地名を省略。
- 熊本電鉄バス担当のバス路線は下記の路線図のものを表記。
  - 「熊本電鉄 バス路線図（2024年4月1日現在）」

#### 菊池方面
C1 - C3のみ、浄行寺 - 北熊本間はすべて国道3号線経由 （なお、途中の浄行寺バス停は、下りの菊池方面行きのみ混同を避けるため運用上、「北浄行寺」と案内している）。
| 路線名                                | 案内番号  | 起点       | 運行経由地 | 終点              | 備考                                                    |
| ------------------------------------- | --------- | ---------- | --- | ----------------- | ------------------------------------------------------- |
| 熊本菊池線 （国道・堀川・富の原経由） | C1-1      | 蓮台寺入口 | - 熊本駅前 - 桜町BT - 通町筋 - 藤崎宮前 - 必由館高校前 - 男女共同参画センター - 北熊本 - 堀川 - 上須屋 - 熊本高専前 - 御代志 -                                                                       | 辻久保            |                                                         |
| 熊本菊池線 （国道・堀川・富の原経由） | C1-2      | 蓮台寺入口 | - ＜この区間は上記C1-1に同じ＞ - 辻久保 - 泗水・孔子公園 - 富の原 - | 菊池プラザ        |                                                         |
| 熊本菊池線 （国道・堀川・富の原経由） | C1-3      | 蓮台寺入口 | - ＜この区間は上記C1-2に同じ＞ - 菊池プラザ - 菊池市内※ - | 菊池温泉 市民広場 | ※市民広場行は中央町→立町経由、熊本行は温泉町→栄町経由   |
| 熊本菊池線 （国道・山室経由）         | C3-2      | 蓮台寺入口 | - 熊本駅前 - 桜町BT - 通町筋 - 藤崎宮前 - 必由館高校前 - 男女共同参画センター - 北熊本 - 山室 - KMバイオ（旧・化血研）前 - 熊本機能病院前 - 上須屋 - 熊本高専前 - 御代志 - 泗水・孔子公園 - 富の原 - | 菊池プラザ        |                                                         |
| 熊本菊池線 （国道・山室経由）         | C3-3      | 蓮台寺入口 | - ＜この区間は上記C3-2に同じ＞ - 菊池プラザ - 菊池市内※ - | 菊池温泉 市民広場 | ※市民広場行は中央町→立町経由、熊本行は温泉町→栄町経由   |
| 熊本植木線 （三軒町・山室経由）       | C4-1      | 桜町BT     | - 通町筋 - 藤崎宮前 - 三軒町 - 済々黌前 - ルーテル学院前 - 北熊本 - 山室 - KMバイオ前 - 外沖 - | 南原              |                                                         |
| 熊本植木線 （三軒町・山室経由）       | C4-2 C4-3 | 熊本駅前   | - 桜町BT - ＜この区間は上記C4-1に同じ＞ - KMバイオ前 - 熊本機能病院前 - （菊南温泉ユウベルホテル） - 鶴の原温泉 - 梶尾温泉 - 大鳥居 -                                                                | 立石              | 菊南温泉ユウベルホテル経由はC4-3、他はC4-2              |
| 熊本植木線 （三軒町・山室経由）       | C4-4 C4-5 | 熊本駅前   | - ＜この区間は上記C4-2、3に同じ＞ - 大鳥居 - 植木小学校前 - 北区役所前 - | 植木駐車場        | 菊南温泉ユウベルホテル経由はC4-5、他はC4-4              |
| 辻久保菊池線                          | 無番      | 辻久保     | - バイパス泗水 - 富の原 - | 菊池プラザ        |                                                         |
| 御代志菊池線                          | 無番      | 御代志     | - 野々島 - 田島 - 七城温泉前 - 菊池プラザ - 菊池市内※ - | 菊池温泉 市民広場 | ※市民広場行は中央町→立町経由、御代志行は温泉町→栄町経由 |

#### 熊本市内近郊路線
*は途中折り返しのある停留所を示す。
| 路線名                                          | 案内番号                      | 起点       | 運行経由地 | 終点         | 備考 |
| ----------------------------------------------- | ----------------------------- | ---------- | --- | ------------ | --- |
| 熊本合志菊陽線 （三軒町・堀川・新地団地経由）   | C5-2 C5-3                     | 蓮台寺入口 | - 熊本駅前 - 桜町BT - 通町筋 - 藤崎宮前 - 三軒町 - 済々黌前 - ルーテル学院前 - 北熊本 - 堀川 - 新地 - 新地団地 - 花立 - 尚絅大学前 - 武蔵ヶ丘北口 - *武蔵ヶ丘車庫 - ゆめタウン光の森 - | 光の森駅     | C5-2は光の森駅行、C5-3は武蔵ヶ丘車庫止 |
| 熊本合志菊陽線 （三軒町・堀川・新地団地経由）   | C5-4                          | 蓮台寺入口 | - ＜この区間は上記C5-2、3に同じ＞ - 武蔵ヶ丘北口 - 武蔵野台 - 永江団地 - | 杉並台団地   | |
| 熊本合志菊陽線 （三軒町・堀川・新地団地経由）   | C5-5                          | 蓮台寺入口 | - ＜この区間は上記C5-2、3に同じ＞ - 武蔵ヶ丘北口 - すずかけ台 - 泉ヶ丘団地 - | 下群         | |
| 熊本合志菊陽線 （三軒町・堀川・新地団地経由）   | C5-6                          | 蓮台寺入口 | - ＜この区間は上記C5-2、3に同じ＞ - 武蔵ヶ丘北口 - 群 - JT前 - | 合志市役所   | |
| 熊本合志菊陽線 （三軒町・堀川・楠団地経由）     | C6-5                          | 桜町BT     | - 通町筋 - 藤崎宮前 - 三軒町 - 済々黌前 - ルーテル学院前 - 北熊本 - 堀川 - 新地 - 北高入口 - 楠団地 - 武蔵ヶ丘中央 - 武蔵ヶ丘車庫 - すずかけ台 - 泉ヶ丘団地 - | 下群         | 平日1便下り（下群行）のみの運行 |
| 熊本合志菊陽線 （三軒町・清水ヶ丘・楠団地経由） | C7-3 C7-5 C7-7 C9-1 C9-3 C9-5 | 蓮台寺入口 | - *熊本駅前 - 桜町BT - 通町筋 - 藤崎宮前 - 三軒町 - 済々黌前 - ルーテル学院前 - 立田山・朝日野総合病院前 - 万石 - 清水ヶ丘 - 【※岩倉台入口 - 岩倉台公民館 - 岩倉台入口】 - （麻生田小学校前）/北高入口 - *楠団地 - 武蔵ヶ丘中央 - *武蔵ヶ丘車庫 - 武蔵ヶ丘北口 - すずかけ台 - 泉ヶ丘団地 - | 下群         | C7系統（麻生田経由）は熊本駅始発着。C7-3とC9-3は武蔵ヶ丘車庫止、C9-1は楠団地止、【※】内の岩倉台経由はC7-7楠団地発熊本駅行（平日上り便1便のみの運行）のみが停車。                                                                     |
| 熊本合志菊陽線 （三軒町・清水ヶ丘・楠団地経由） | C9-2 C9-7                     | 蓮台寺入口 | - ＜この区間は上記C7-3、5、7、C9-1、3、5に同じ＞ - 武蔵ヶ丘中央 - ゆめタウン光の森 - | 光の森駅     | C9-2は上記【※】内の岩倉台経由。 |
| 熊本合志菊陽線 （三軒町・清水ヶ丘・楠団地経由） | C9-4                          | 蓮台寺入口 | - ＜この区間は上記C7-3、5、7、C9-1、5に同じ＞ - 武蔵ヶ丘中央 - 武蔵ヶ丘車庫 - 武蔵ヶ丘北口 - 武蔵野台 - 永江団地 - | 杉並台団地   | |
| 高平団地線                                      | B1-3                          | 桜町BT     | - 市役所前・日本郵政横 - 壷井橋 - 信愛女学院前 - 内坪井 - 寺原町 - 津の浦 - 打越 - 高平団地 - | 高平南公園   | 2007年7月1日付で熊本市営バスから移管。 |
| 楠団地線                                        | E2-1                          | 熊本駅     | - 桜町BT - 通町筋 - 藤崎宮前 - 子飼橋 - 熊本大学前 - 小磧橋 - 竜田口駅 - 二里木 - | 楠団地       | 2008年4月1日付で熊本市営バスから移管。九州産交バスとの共同運行。 |
| 楠団地線                                        | E2-2                          | 熊本駅     | - ＜この区間は上記E2-1に同じ＞ - 楠団地 - 武蔵ヶ丘中央 - | 武蔵ヶ丘車庫 | 2008年4月1日付で熊本市営バスから移管。九州産交バスとの共同運行。 |
| 楠団地線                                        | E2-3                          | 桜町BT     | - 通町筋 - ＜この区間は上記E2-1、2に同じ＞ - 武蔵ヶ丘中央 - ゆめタウン光の森 - | 光の森駅     | 2008年4月1日付で熊本市営バスから移管。九州産交バスとの共同運行。 |
| 県庁線                                          | K6-0                          | 藤崎宮前   | - 水道町 - 交通局前 - 九州学院前 - 水前寺公園前 - 県庁前 - | 県会議事堂   | 平日朝のみの運行。 |
| 北バイパス線                                    | 無番                          | 竜田口駅   | - 迫屋敷 - たつだニュータウン - 北高校前 - 楡木 - | 楠団地       | 2008年4月1日付で熊本市交通局から移管されたが、2021年3月31日を以て武蔵塚駅経由の便と桜町BT - 竜田口駅前間の運転を終了。翌4月1日より運転区間を竜田口駅前〜楠団地間に短縮、案内番号もこれまで与えられていたE1から無番扱いに変更された。 |

#### その他
| 路線名           | 案内番号 | 起点            | 運行経由地 | 終点            | 備考 |
| ---------------- | -------- | --------------- | --- | --------------- | ---- |
| セミコン通勤バス | SC       | 原水駅 （北口） | → 県立技術短期大学前 → ソニーセミコンダクタ前 → PILLAR前 → 東京エレクトロン九州前 → → JASM前 → ソニーセミコンダクタ前 → PILLAR前 → 東京エレクトロン九州前 → → 県立技術短期大学前 → JASM前 → | 原水駅 （北口） |      |

#### コミュニティバス
詳細は各路線の記事を参照。
| 路線（愛称）名   | 委託先自治体 | コース名   | 起点         | 運行経由地 | 終点         | 備考                                |
| ---------------- | ------------ | ---------- | ------------ | --- | ------------ | ----------------------------------- |
| キャロッピー号   | 菊陽町       | 西部線     | 向陽台       | - 尚絅大学前 - 武蔵ヶ丘北口 - 武蔵ヶ丘車庫前 - 武蔵ヶ丘 - ほっとステーション前 - 武蔵ヶ丘中学校前 - キャロッピア - ゆめタウン光の森 - 光の森駅 - 竹迫踏切 - 菊陽病院入口 - さんふれあ前 - 津久礼ヶ丘 - ひばりヶ丘 - | 菊陽町役場   | 月・水・金曜日のみ1日4往復8便運行。 |
| レターバス       | 合志市       | 北ルート   | アンビー熊本 | - 合志市役所（ヴィーブル） - 合志中前 - 合志小前 - 人権ふれあいセンター - 平島 - ひのくにふれあいセンター入口 - 栄温泉団地 - | 辻久保       |                                     |
| レターバス       | 合志市       | 中央ルート | 辻久保       | - フレッシュ工房前 - 中央小前 - 野々島公民館 - 南野々島 - ユーパレス弁天 - 救世教前 - 御代志市民センター前 - ルーロ合志 - 御代志 - 再春医療センター - 菊池恵楓園 - 楓の森小・中学校前 - すずかけ台北 - 泉ヶ丘団地 - 合志南小前 - 群 - JT前 - 合志市役所（ヴィーブル） - | アンビー熊本 |                                     |
| レターバス       | 合志市       | 南ルート   | 御代志       | - ルーロ合志 - 御代志市民センター前 - 救世教前 - ユーパレス弁天 - ユトリック団地前 - ハローデイ・ナフコ - - 黒石下 - 黒石駅入口 - みずき台 - 黒石原 - 笹原入口 - すずかけ台中央通り - 泉ヶ丘市民センター前 - 元気の森公園入口 - 武蔵野台中央 - 南ヶ丘小前 - 永江団地 - 新山（吉野家光の森店前） - ゆめタウン光の森 - JR光の森駅 - 新山（マックスバリュ光の森店前） - 沖野 - 杉並台団地 - JT前 - 合志市役所（ヴィーブル） - | アンビー熊本 |                                     |
| きくちべんりカー | 菊池市       | 東回り     | 菊池プラザ   | → 菊池中央病院 → 市民広場 → 老人福祉センター入口 → 総合体育館入口 → 菊池温泉 → 医師会立病院 → 女子高前 → 中央公民館 → 南中学校入口 → 大琳寺 → 菊池中央病院西口 → | 菊池プラザ   | 平日のみの運行                      |
| きくちべんりカー | 菊池市       | 西回り     | 菊池プラザ   | → 袈裟尾 → 軌道敷跡 → 北園団地 → きくちのまんま → 西部市民センター → 深川 → 北宮 → 南中学校入口 → 市役所 → 警察署 → 菊池中央病院西口 → | 菊池プラザ   | 平日のみの運行                      |

### 過去のバス路線
この項では休止・廃止・運行撤退した路線を記す。交通センター＝熊本交通センター（現：桜町BT）。*は途中折り返しのある停留所。案内番号は全て当時のもので、2019年9月14日以前のものは旧案内番号を記す。

#### 一般乗合バス

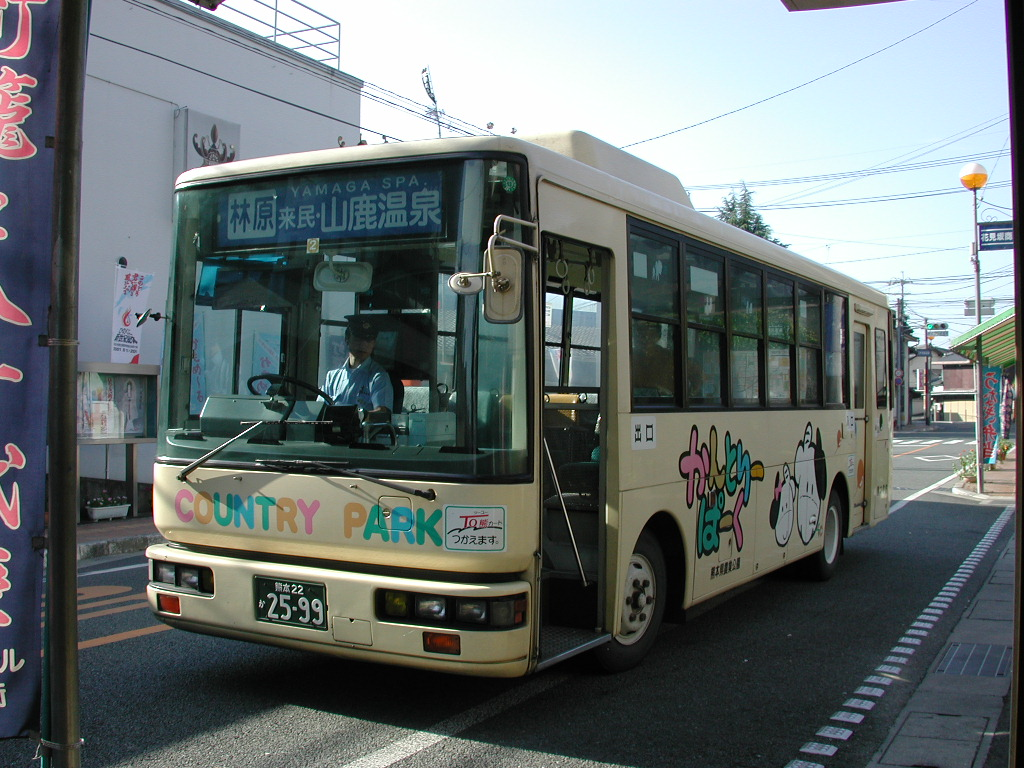
山鹿線

菊池線（C1-4）（2021年3月廃止）
桜町BT - 通町筋 - 藤崎宮前 - 男女共同参画センター - 堀川 - 須屋駅前 - 御代志 - 辻久保 - 泗水 - 富の原 - 菊池プラザ
豊田線（2009年3月廃止）
菊池温泉 - 菊池プラザ - 七城役場前 - 林原 - 平島（植木温泉） - 豊田
山鹿線（2009年3月廃止）

交通センター - 林原 - 来民 - 山鹿（月 - 土曜のみ）
あんずの丘線（土日祝日のみ）（2008年10月休止、2009年3月廃止）
交通センター - 林原 - 七城役場前 - 水辺プラザ - あんずの丘
旭志線（2008年10月休止、2009年3月廃止）
*田島 - 岡 - 佐野 - 平江 - 孔子公園 - *泗水 - *高江 - 桜山 - 住吉 - 伊坂 - *伊萩 - *姫井 - *小川
- 桜山体育館経由は桜山から桜山体育館までを復乗する
- 旭志小学校経由は小川発朝1本平日のみ
- 田島 - 孔子公園間は平日のみ運行であったが、2007年以前に廃止。

野々島線（2008年10月休止、2009年3月廃止）
辻久保 - 野々島 - 御代志（平日のみ運行）
- 一部ダイヤは、そのまま熊本北高校発着（上須屋・城北校前経由・スクールダイヤ）

三里木経由竹迫線（子10）（2008年10月休止、2009年3月廃止）
交通センター - 水道町 - 子飼橋 - 熊本大学前 - 竜田口駅前 - 二里木 - 三里木 - 鉄砲小路公民館（復乗） - 合志市役所 - 竹迫 - 中林 - 高江 - 泗水（孔子公園）
- 野付経由は鉄砲小路から竹迫間を合志市役所合志庁舎を経由せず直行する

合志市役所発着（2008年10月休止、事実上廃止）
*交通センター - 水道町 - 藤崎宮前 - 三軒町 - 北熊本 - 堀川 - 新地団地（花立車庫） - 武蔵ヶ丘北口 - すずかけ台 - 泉ヶ丘団地 - 群 - 合志市役所
四方寄線（2008年10月休止、2009年3月廃止）
※3系統あり
*交通センター - 水道町 - 藤崎宮前 - 三軒町 - 北熊本 - 堀川 - 古閑 - 四方寄（北5）
*交通センター - （この間上記と同一経路） - 北熊本 - 堀川 - 葉山団地 - 四方寄（北5）
*交通センター - （この間上記と同一経路） - 北熊本 - 山室 - 化血研前 - 機能病院前 - 葉山団地 - 四方寄（北4）
杉水・津留線（平日のみ運行）（2009年3月廃止）
津留行き（楠団地発）
楠団地 - 武蔵塚駅 - 武蔵ヶ丘車庫 - 南ヶ丘小学校 - 永江団地 - 南群 - 群 - 合志市役所 - 竹迫 - 杉水 - 旭志小学校 - 津留
津留発（御代志行）
御代志 - 辻久保 - 原口 - 竹迫 - 杉水 - 津留
山鹿 - 菊池 - 大津線
2006年3月1日より運行開始。JR九州バス山鹿線を引継いだもので、産交バスと共同運行だった。2010年4月1日よりTO熊カードが利用できるようになったが、2011年9月30日で電鉄バスが撤退し、産交バスのみの運行となる。
農業公園線
武蔵塚駅 - すずかけ台 - 泉ヶ丘団地 - 黒石原 - 黒石団地 - 御代志 - 農業公園
国道・堀川・七城経由菊池線（北2）
- 交通センター  -  通町筋  -  藤崎宮  -  男女共同参画センター  -  堀川  -  野々島  -  田島  -  林原  -  七城総合支所  -  野間口  -  菊池プラザ
- 交通センター  -  通町筋  -  藤崎宮  -  男女共同参画センター  -  堀川  -  御代志  -  辻久保  -  泗水  -  林原  -  七城総合支所  -  野間口  -  菊池プラザ

山鹿高江線
- 高江 - 林原 - 山鹿BC

県会議事堂到着便
※3系統あり
県33…菊池温泉から合志市（旧西合志町域）・国道3号線を経て県庁・県会議事堂に至る系統。
県34…合志市（旧合志町域）から新地団地・堀川・三軒町を経て県庁・県会議事堂に至る系統。
県35…合志市（旧合志町域）から楠団地・清水ヶ丘・三軒町を経て県庁・県会議事堂に至る系統。
これらは従来平日のみの運行としていた。のちにこれらは菊池・合志方面からの直通は廃止され、県33として藤崎宮駅前からの始発に短縮された。但し、県会議事堂から合志市方面への折り返し便（北5.北9）は引き続き平日のみの運行として存続している。

特急バス「きくち温泉Go!」（2013年3月廃止）
熊本駅前 - 交通センター - 通町筋 - 藤崎宮前 - 南小学校前 - 御代志 - 辻久保 - 泗水・孔子公園前 - 菊池プラザ - 菊池温泉
※表記停留所以外は停車しない
2011年3月12日に九州新幹線が全線開業するのを機に、菊池市へのアクセスの利便性向上ならびにさらなる観光客誘致を目的として同年2月11日より運行開始。1日4往復の運行で、熊本駅において新幹線との接続も考慮したダイヤにもなっていて、熊本 - 菊池間の所要時間は通常便に比べて20分ほど短縮。運賃は通常便と同額。一般観光タイプの大型ハイデッカー車両が使用され、車体には専用のラッピングが施されていた。2013年2月10日限りで廃止された。

東バイパスライナー

九州産交バス・熊本バス・熊本都市バスとの共同運行バス路線。2009年9月1日より2010年3月31日までの熊本市との連携による実証走行を経て、翌4月1日より本格運行となった。2017年3月31日限りで熊本電鉄が運行から撤退し、以後は残り3社により1日11往復平日のみの運行となった（土日祝日は運行しない）。利用率低迷と近年の深刻な乗務員不足による影響（2024年問題）などの理由により、路線自体も2024年3月末を以って廃止された。

北バイパス線（E1－3、4）
- 桜町BT - 子飼橋 - 熊本大学 - 北バイパス - 楠団地 - 武蔵ヶ丘車庫前（E1-3）
- 武蔵ヶ丘車庫前 → 武蔵塚駅前 → 北バイパス → 熊本大学 → 子飼橋 → 桜町BT（E1-4 平日朝のみ運行）

上記の北バイパス線が桜町BTまで運行していた際は、案内番号にE1が与えられていた。

高平団地線（B1－4)
- 高平南公園 → 津浦町 → 坪井横町 → 浄行寺（薬園町）

高平団地線の入出庫系統、2021年3月31日を以て廃止された。

まちなかループバス（ML）
- 熊本駅前 → 桜町BT → 下通筋 → 通町筋 → 熊本駅前

2021年4月3日より試験運行として、土日祝日のみの運行。上記バス停のみ停車。九州産交バス熊本営業所・木山営業所・熊本都市バス本山営業所との共同運行。熊本駅前は1番乗り場で乗車、3番乗り場で降車。桜町BTは24番乗り場、下通筋は南熊本駅方面乗り場、通町筋は鶴屋百貨店前で乗降車を扱っていた。
利用客減少と深刻な乗務員不足の影響により2024年3月31日を以って運行終了。

#### 高速バス

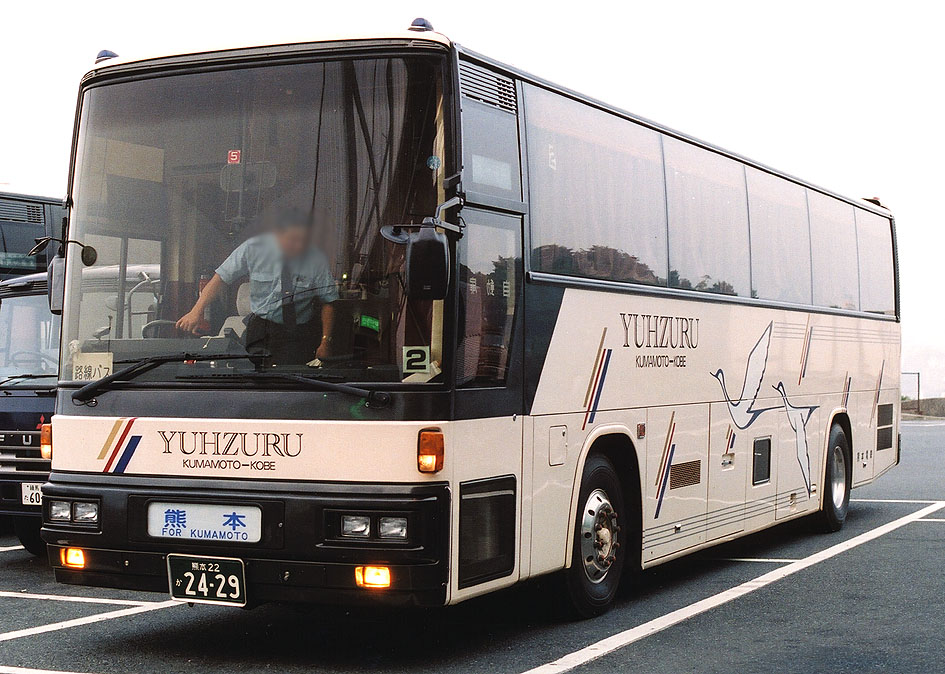
かつて運行していた高速バス「ユウヅル号」（熊本 - 神戸）

1990年から神戸市・姫路市と熊本市を結ぶ夜行高速バス「ユウヅル号」を山陽電気鉄道（現：山陽バス）と共同運行していたが、1998年3月30日に廃止されている。その後、2007年4月1日から9月30日の期間限定で金・土・日曜日および祝日に福岡市と山鹿市・菊池市を結ぶ昼行高速路線を西日本鉄道・九州産交バスと共同運行していたが、これも運行期間満了により運行終了しており、2007年10月1日以降は高速バスに参入していない。

#### コミュニティバス
都心部循環バス（ゆうゆうバス） ＜熊本市＞
2001年（平成13年）から2005年（平成17年）3月までにおいて熊本市交通局・九州産交バス・熊本バスと共同運行していた。その後、藤崎宮環状線（2011年3月より「まちめぐりん」）として熊本電鉄単独にて運行していたが、こちらも2012年3月31日の運行を以って終了した。
合志市内循環バス ＜合志市＞
2002年（平成14年）に旧西合志町内巡回バスとして運行開始し、2006年（平成18年）に合併によって合志市内循環バスに改称。5路線まで拡充されたが、その後合志市公共交通手段策定の一環として2010年（平成22年）に運行開始したレターバスと重複する箇所もある点などにより2011年（平成23年）に2路線に整理、さらに2020年（令和2年）の大幅再編に伴い残る2路線も廃止された。現在は5路線すべて乗合タクシーに移行している。専用車は他の路線と異なり、手動式の運賃箱が搭載され、自動放送装置・整理券発行機・運賃表示器・ICカード読取機が設置されていない車両が使われた。

#### その他
2011年3月から2014年3月まで、熊本市の桜の馬場 城彩苑 - 熊本城（頬当御門）を結ぶシャトルバスの運行を、九州産交バスと共同で担当していた。

### バスの車両
日本国内大型4メーカー全社の車両を使用している。かつて車体は西日本車体工業製が中心であった。近年はノンステップバスの導入が進む一方、中古車の購入も多くなっている。
塗装は一般路線車は白地に赤・青の帯であるが、2000年代導入のノンステップ車を中心に黄色地に熊をモチーフにした熊本電鉄のマスコットキャラクター「アイミーくん」のイラストを入れた塗装となっている車両もある。貸切車は白地に濃紺、赤色濃淡4色の帯である。
2016年には8年ぶりの新車となる三菱ふそう・エアロスター (QKG-MP38FK) が導入された。この車両から新塗装となり、白をベースに3本の紺と1本の赤の帯が入るシンプルなデザインとなっている。また社名表記も、従来の漢字（熊本電鉄）と英字 (KUMADEN) から英字のみに変更された。
運賃表示器は交通電業社製のデジタル方式が導入されている。整理券発行機は小田原機器製を採用している（整理券発行機はSAN-V型、ただし一部車両には感熱方式のSAN-VT型を導入）。かつては運賃箱も小田原機器製のものが採用されていたが、2015年4月1日からの熊本地域振興ICカード（くまモンのIC CARD）導入に伴い、電車同様レシップ製の新型運賃箱に置き換えられた。
かつては熊本 - 菊池間の路線で2階建てバスの日産ディーゼル・スペースドリームを運行していたが、1994年（平成6年）頃に廃車となった。一般路線への投入という点で日本国内では希少な例である。

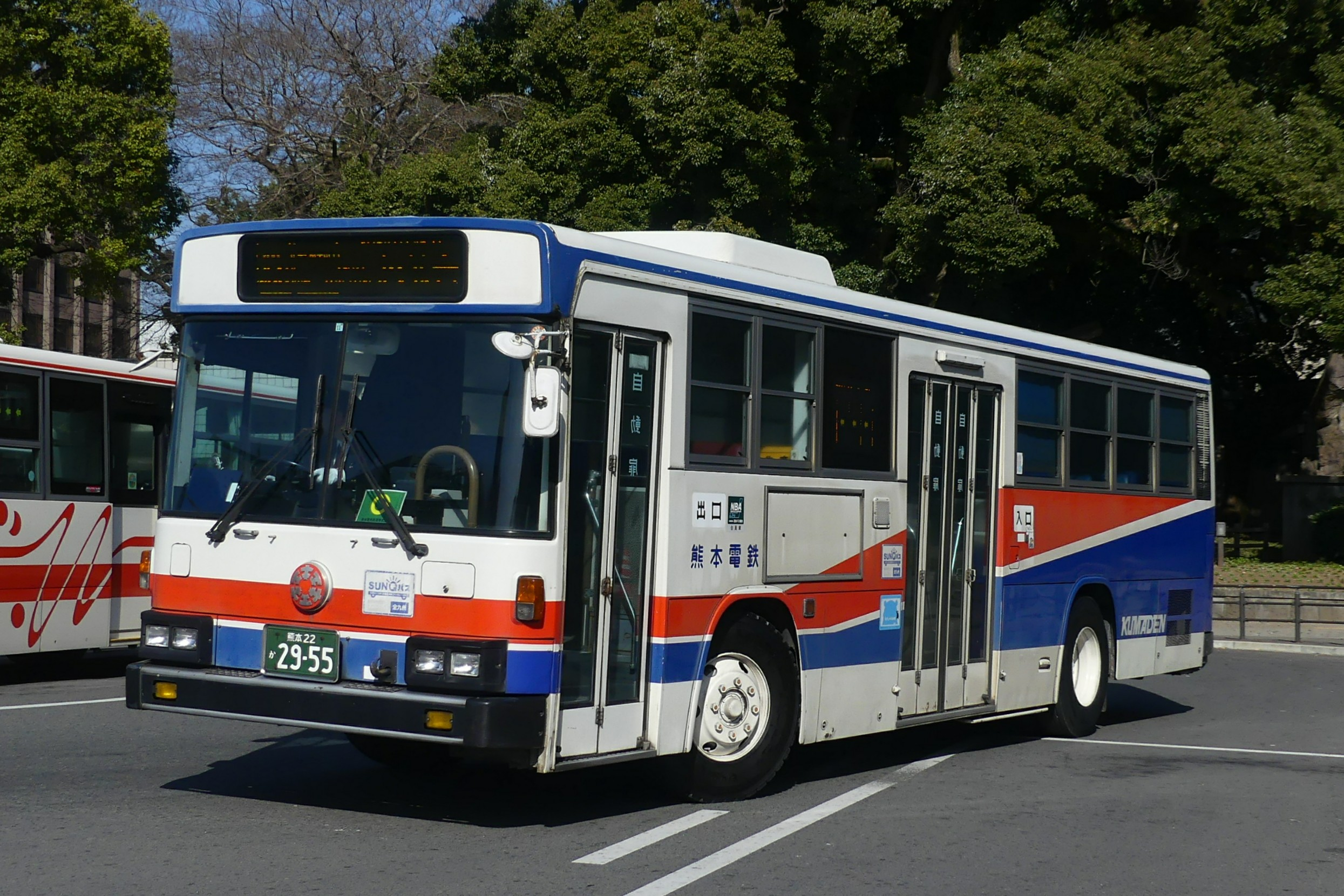
一般路線車は1980年頃から写真のようなデザインとなっていた。
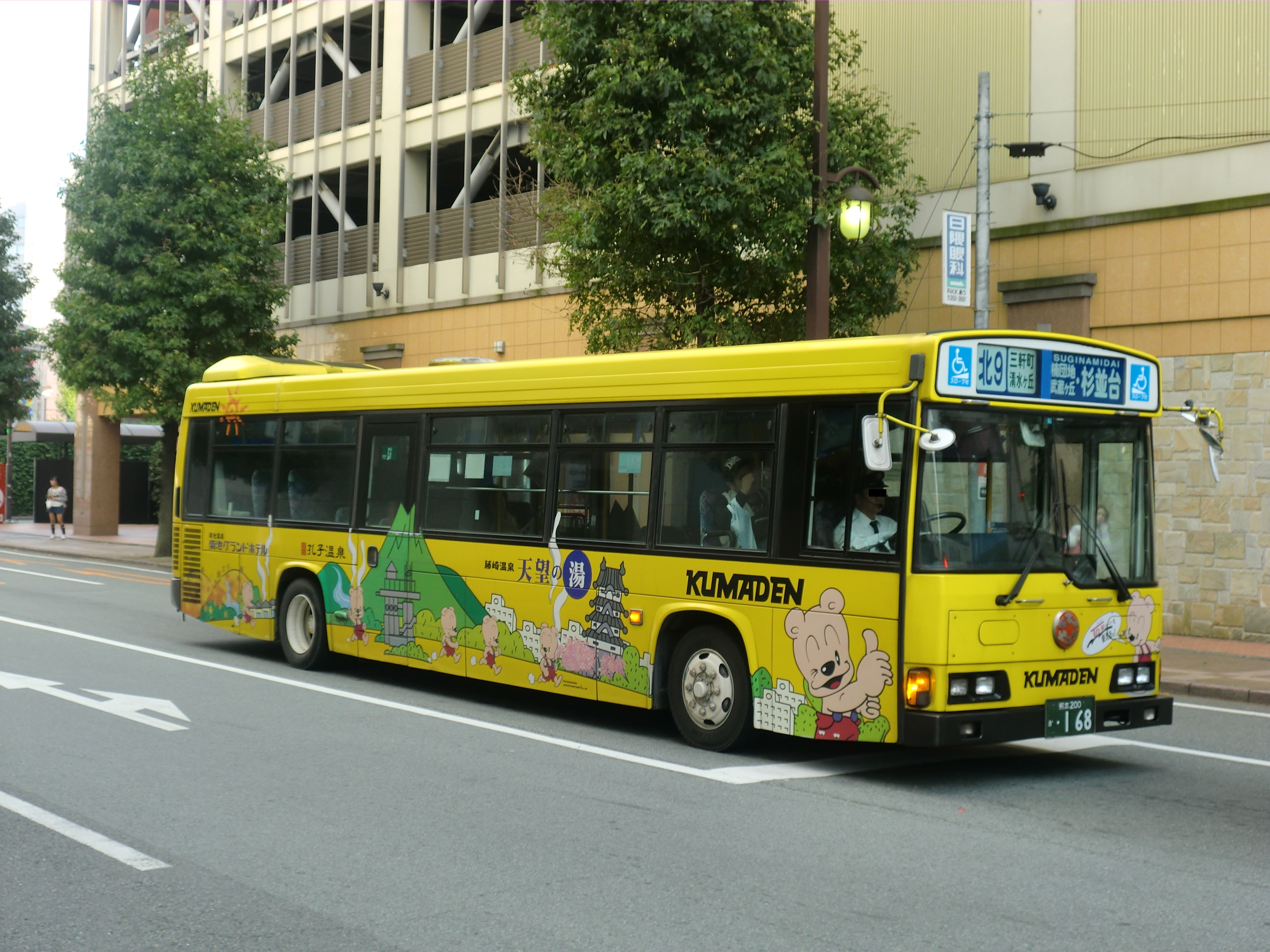
「アイミーカラー」のノンステップバス 2000年代以降からノンステップバスはこのデザインとなった。
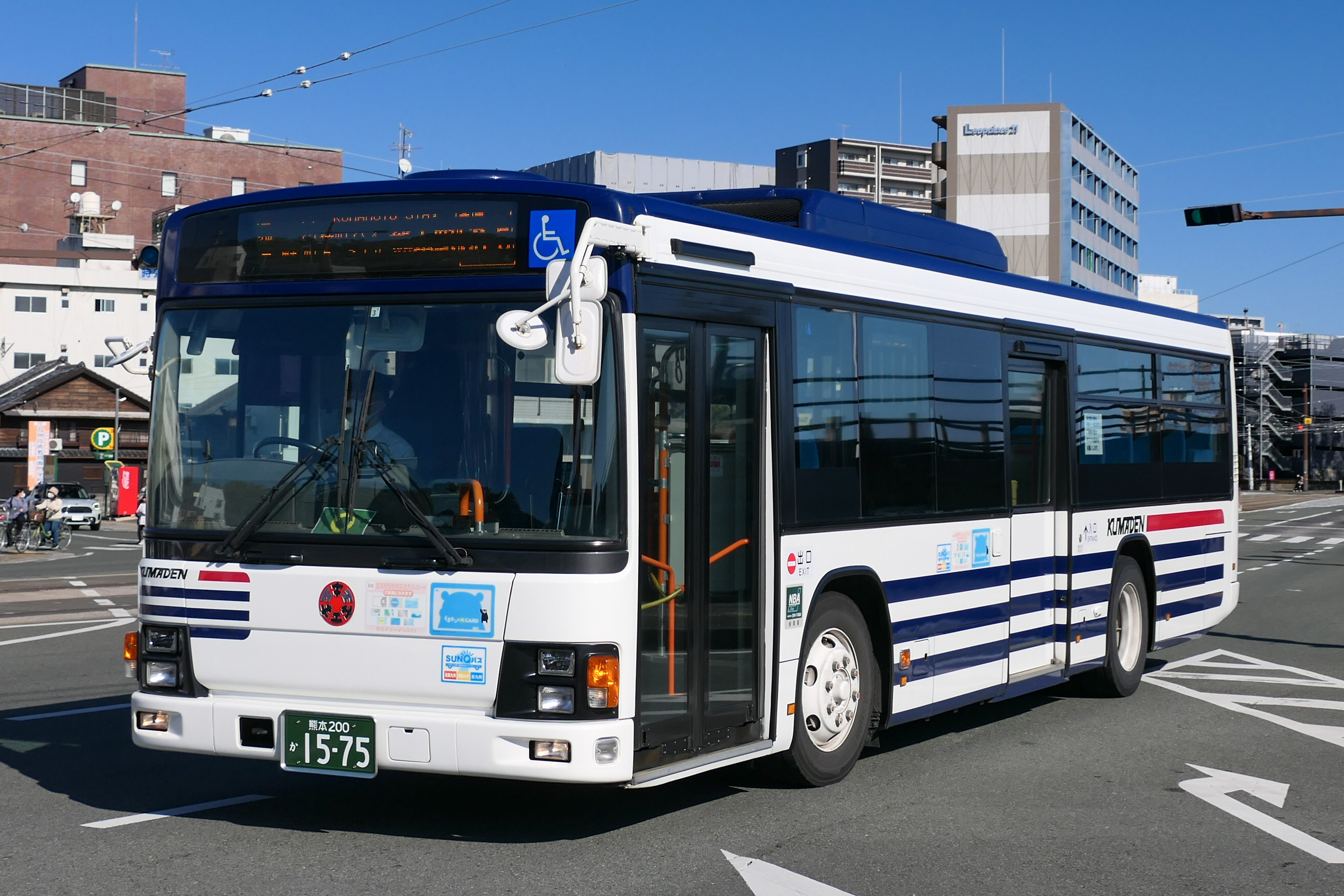
新塗装のノンステップバス
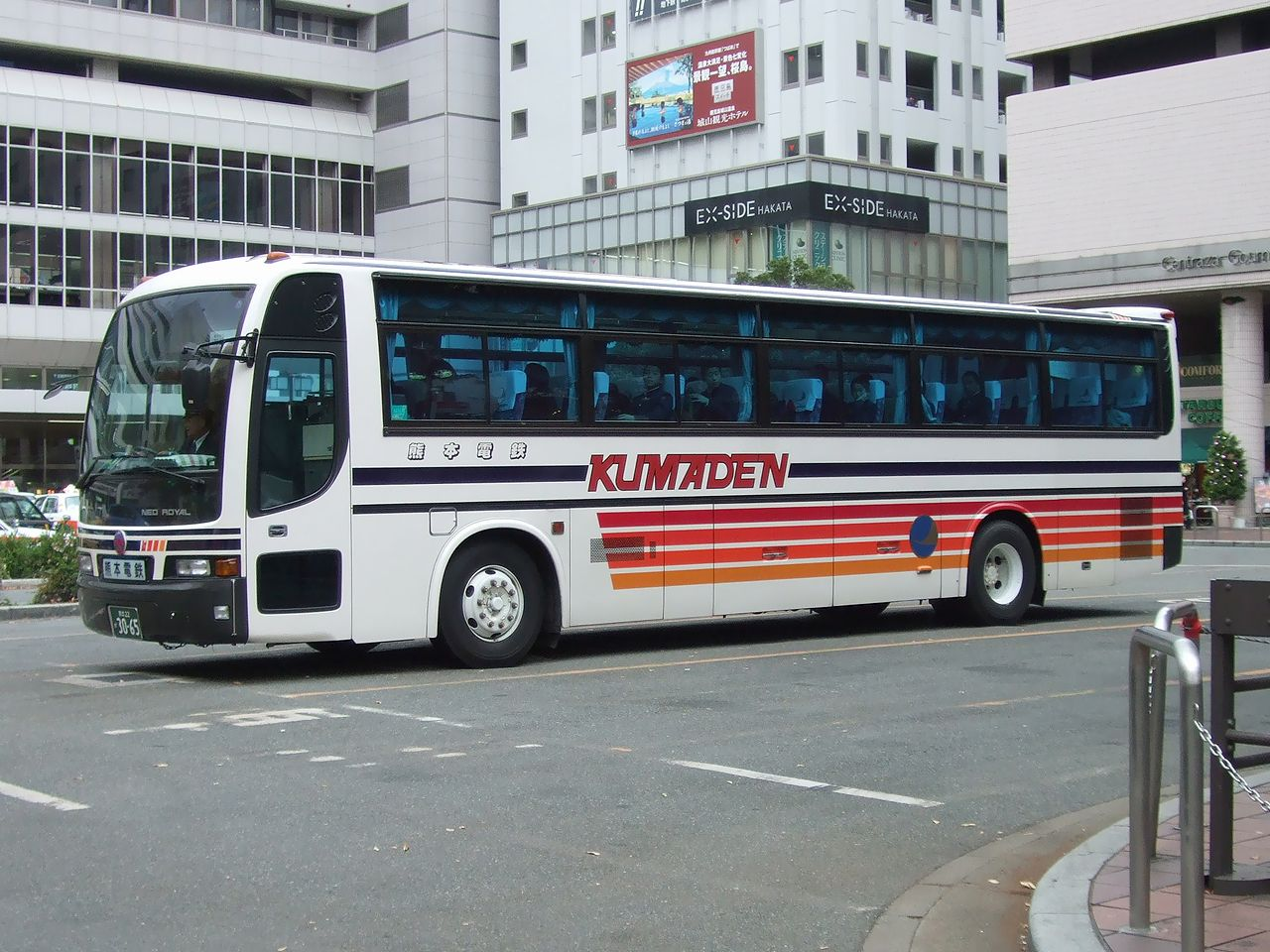
博多駅筑紫口で待機中の貸切車（日野+西工）
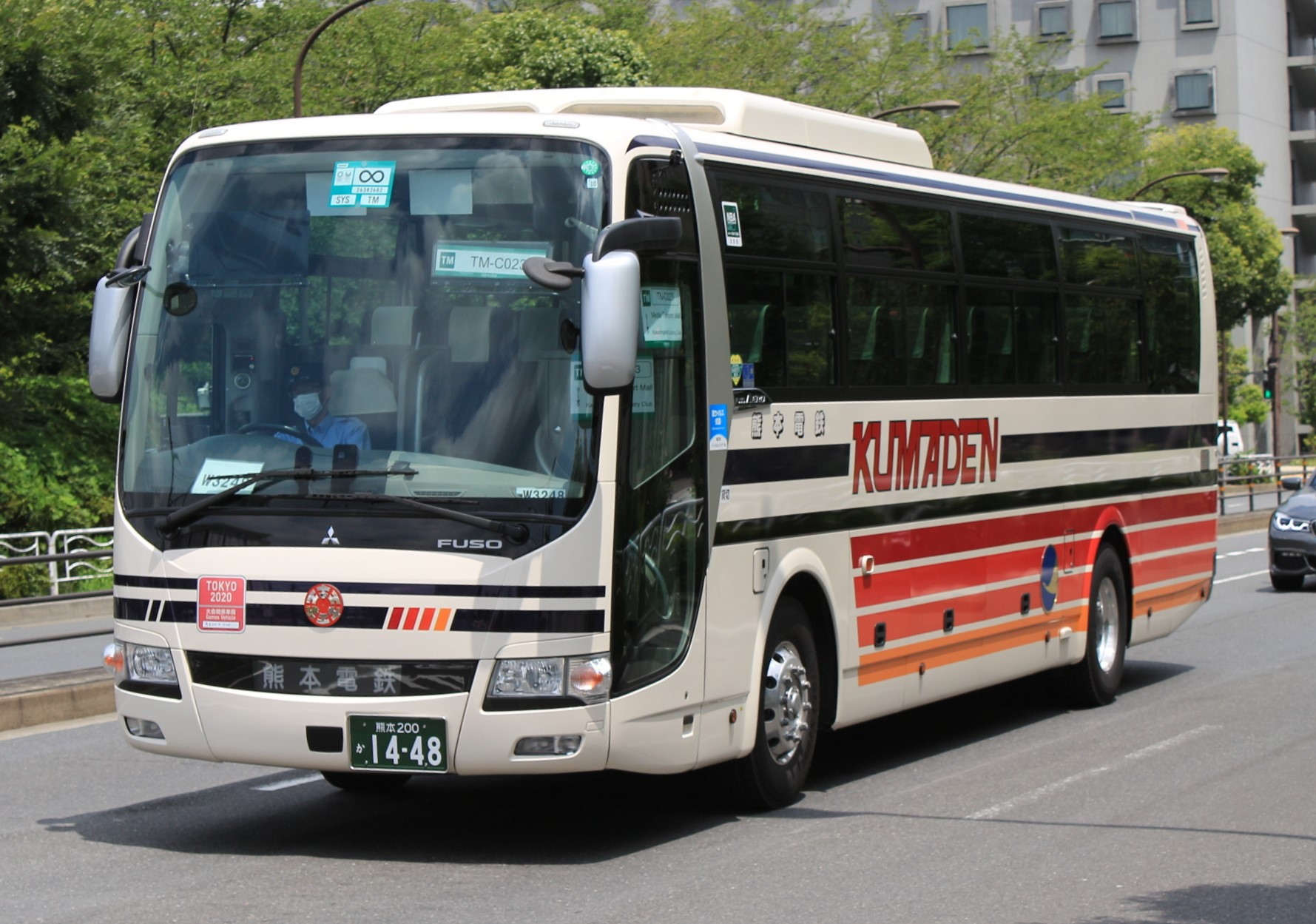
2020年東京オリンピックで選手・関係者輸送に使用され都内を走行した貸切車（三菱ふそう）
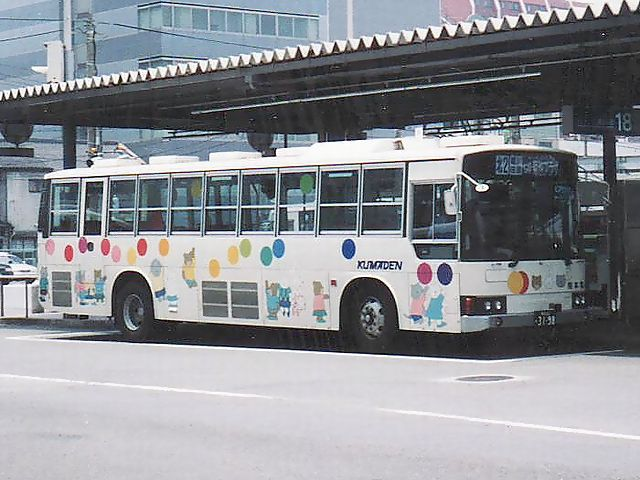
過去の車両：元神奈川中央交通のギャラリーバス「カナちゃん号」の車両。塗装変更せずに使用していた
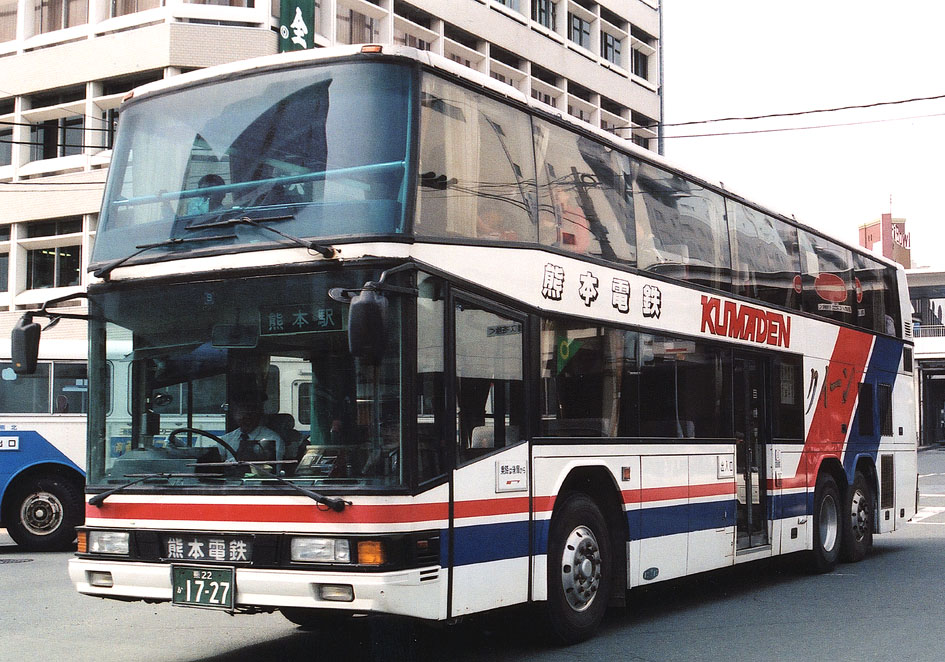
過去の車両：一般路線に投入された2階建てバス「スペースドリーム」

#### 主な中古車の移籍元
- 京浜急行バス
- 都営バス
- 国際興業
- 立川バス
- 京王バス
- 京成バス
- 京成バス→ちばシティバス
- 千葉海浜交通
- 西武バス
- 東武バス
- 東急バス
- 関東バス
- 西東京バス
- 横浜市営バス
- 川崎市バス
- 川崎鶴見臨港バス
- 大阪市営バス（現・大阪シティバス）
- 高槻市営バス
- 南海バス
- 阪急田園バス
- 瀬戸内産交→みなと観光バス
- 名鉄バス
- 名古屋市営バス
- 神戸市バス
- 明石市交通部→山陽バス
- ジェイアール九州バス
- 神奈川中央交通
- 美山町営バス（現･南丹市営バス）
- 船橋新京成バス
- 松戸新京成バス

## その他の事業
不動産業、保険代理店、自動車整備事業などを行っている。
かつてはタクシー事業も行っていたが、子会社の熊本電鉄タクシーに移管され、2014年（平成26年）12月1日にはミハナタクシー傘下へ移管、社名も菊熊タクシーとなり、2021年（令和3年）4月1日に菊熊タクシーを含むミハナグループ3社と熊本県内全域においてタクシー事業を中心に営む肥後交通グループ7社の計10社が対等合併した事によって、現在は「TaKuRoo（タクルー）」となっている。
また、書店「あみゅ〜ず」の経営を行っていたが、市街中心部に大型書店の進出が相次いだため、2007年（平成19年）6月末をもって閉店した。その他、中華レストラン「一品香」や藤崎宮前駅前にある熊電プラザビル最上階に温泉施設「藤崎温泉 天望の湯」などの経営も手掛けていたが、いずれも閉店している。

### グループ企業
- 菊池グランドホテル - 菊池温泉の大型旅館
- デイサービスきくりん - 通所介護施設
- 熊本電鉄観光 - 損害保険代理業、広告業
- 高遊原カントリークラブ - 益城町のゴルフ場